# Давньогрецьке мистецтво
Давньогрецьке мистецтво — мистецтво Стародавньої Греції від мінойської доби (2500—1500 роки до н. е.) до елліністичного періоду (початку I століття н. е.).

## Мінойська цивілізація

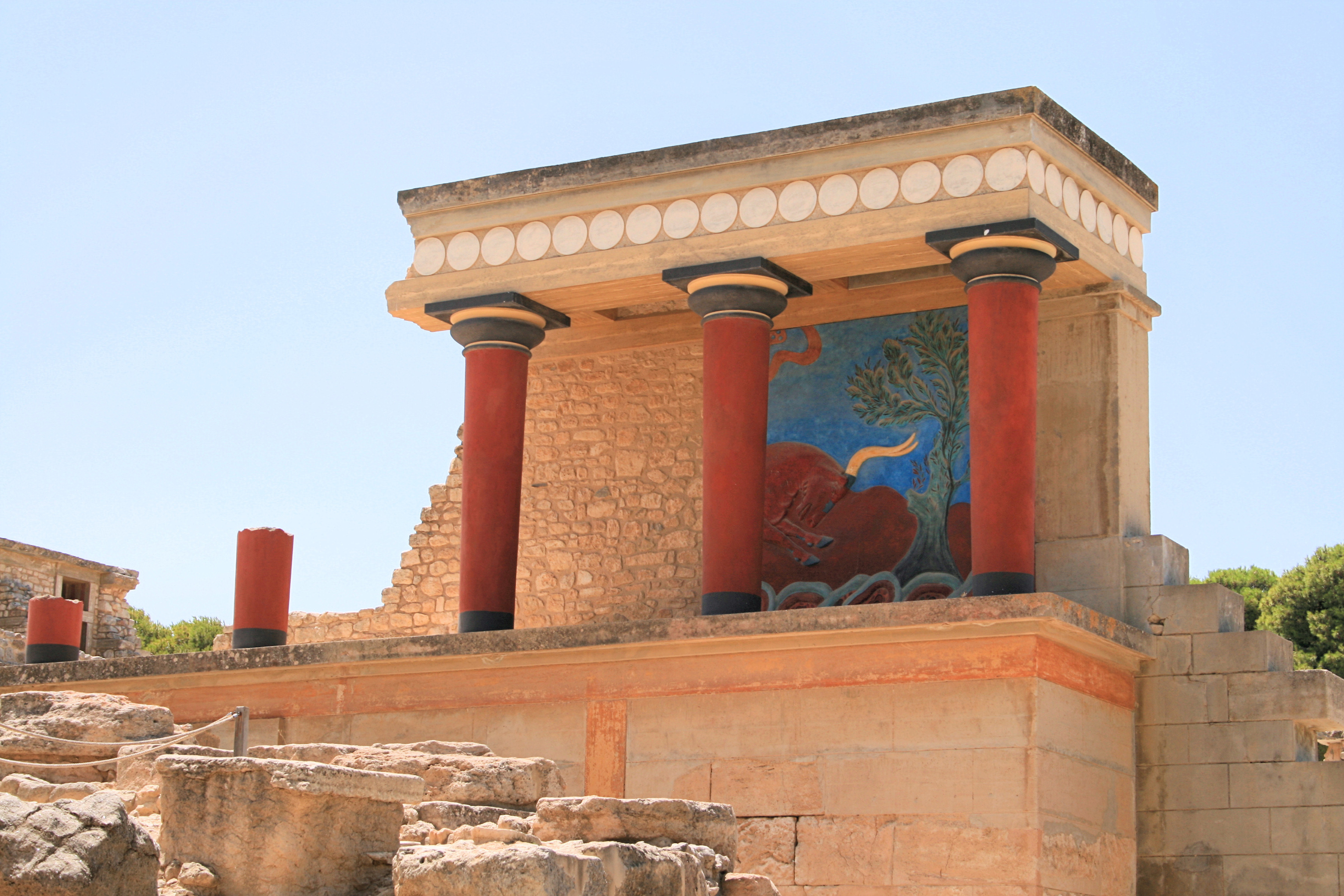
Червона колонада з фресками біля північного входу в палац Кноссу

Археологічні розкопки на острові Крит, півдні Пелопоннесу та в Трої наприкінці XIX — на початку XX століття відкрили світу грецьку цивілізацію догомерівського періоду. Центром її в середині 2-ге тисячоліття до н. е. був острів Крит, а пізніше Мікени на півдні Пелопоннесу, звідки походить і назва культури — крито-мікенська (від початку 2 тисячоліття до н. е. до приблизно XIII століття до н. е.). На Криті, де існувала рабовласницька держава, в містах Кносс, Фест та Малія дослідники відкрили залишки розкішних палаців, які являли собою мегарон — лабіринти приміщень, поєднаних між собою переходами та сходами і розташованими довкола широкого внутрішнього двору. Кімнати мали різноманітне призначення: особисті покої, святилища, сховища для продуктів, скарбниці, майстерні ремісників.
Складна система приміщень Кносського палацу передана у міфі про Мінотавра та афінського царя Тесея. За переказом, Кносський лабіринт побудував майстер Дедал. Донині не меншу цінність становлять унікальні настінні розписи палацу. Близько 1600 до н. е. критські майстри оволоділи технікою фресок — живопису по сирій штукатурці — і оздобили палац Міноса яскравими різнобарвними розписами. Стіни прикрашають пейзажі зі скелями та квітучими деревами, зображення різноманітних тварин — дельфінів, антилоп, кішок, птахів тощо. Дивовижна точність зображених фігур свідчить про високий рівень майстерності їх авторів, а також вміння розуміти природу. Окрім тваринно-рослинних сюжетів, широко відомі сцени принесення дарів, розваг (зокрема, таврокатапсії — танцю із чорним биком як втіленням Посейдона на землі). Не менш часто в Кноссі, де панував культ Богині Матері, або Матері Део (тобто Деметри), зустрічаються зображення критських дам із оголеними грудьми, зачісками, прикрашеними діадемами, руками і плечима — прикрашеними коштовностями. 1903 року у Кноссі Артур Еванс знайшов дві вотивні статуетки, нині відомі як Велика і Мала Богиня зі зміями, які, імовірно, зображують верховну жрицю Кносського святилища Матері Део.
У зображенні фігур критські майстри керувались умовними правилами: груди і плечі подавались анфас, а обличчя та ноги — у профіль. Визначальним було й широке використання зооморфних мотивів, а також кольорове рішення — яскраві локальні червоні, сині та зелені тони викликають асоціації та споріднюють критський живопис із мистецтвом Стародавнього Єгипту. Проте в Кноссі сама манера автора більш вільна, вона не підкорюється жорстким канонам, характерним для Єгипту.
В середині XV століття до н. е. потужне виверження вулкана на сусідньому острові Тіра (Санторіні), відоме як Мінойське виверження, знищило квітучу цивілізацію Криту. Усі міста, окрім Кносса, покинуті їх мешканцями. Саме тоді греки-ахейці захопили Крит, встановили на свою владу, таким чином поклавши кінець мінойській таласократії в Егейському морі.

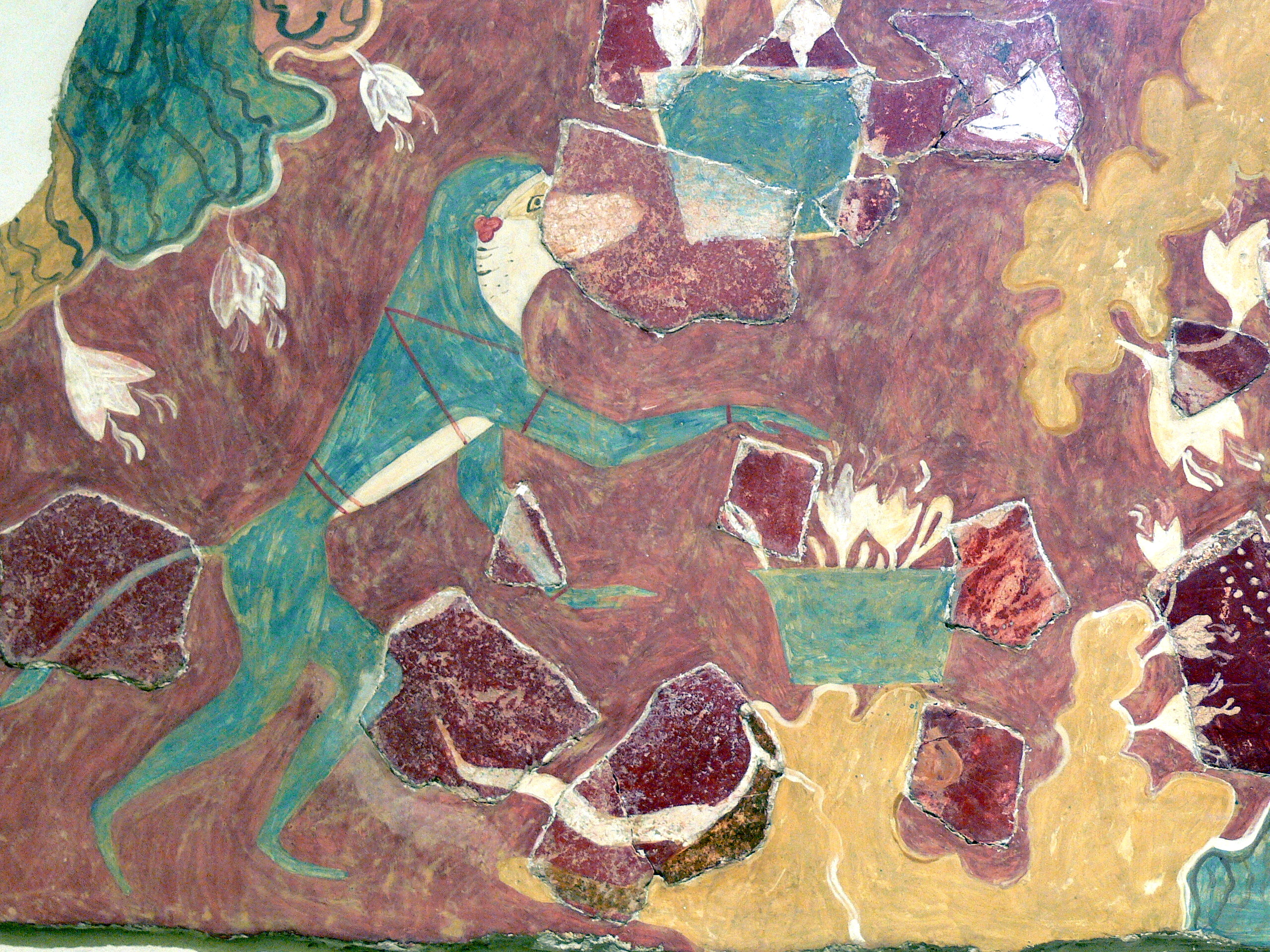
«Мавпа з квітами-крокусами», Археологічний музей, Гераклейон.
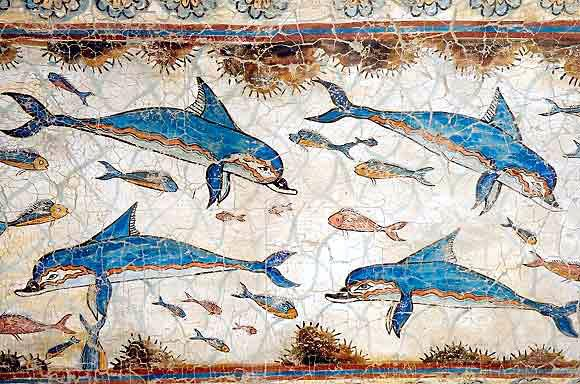
«Дельфіни і риби» (фрагмент), Акротирі, Кнос, 1700–1450 до н. е.
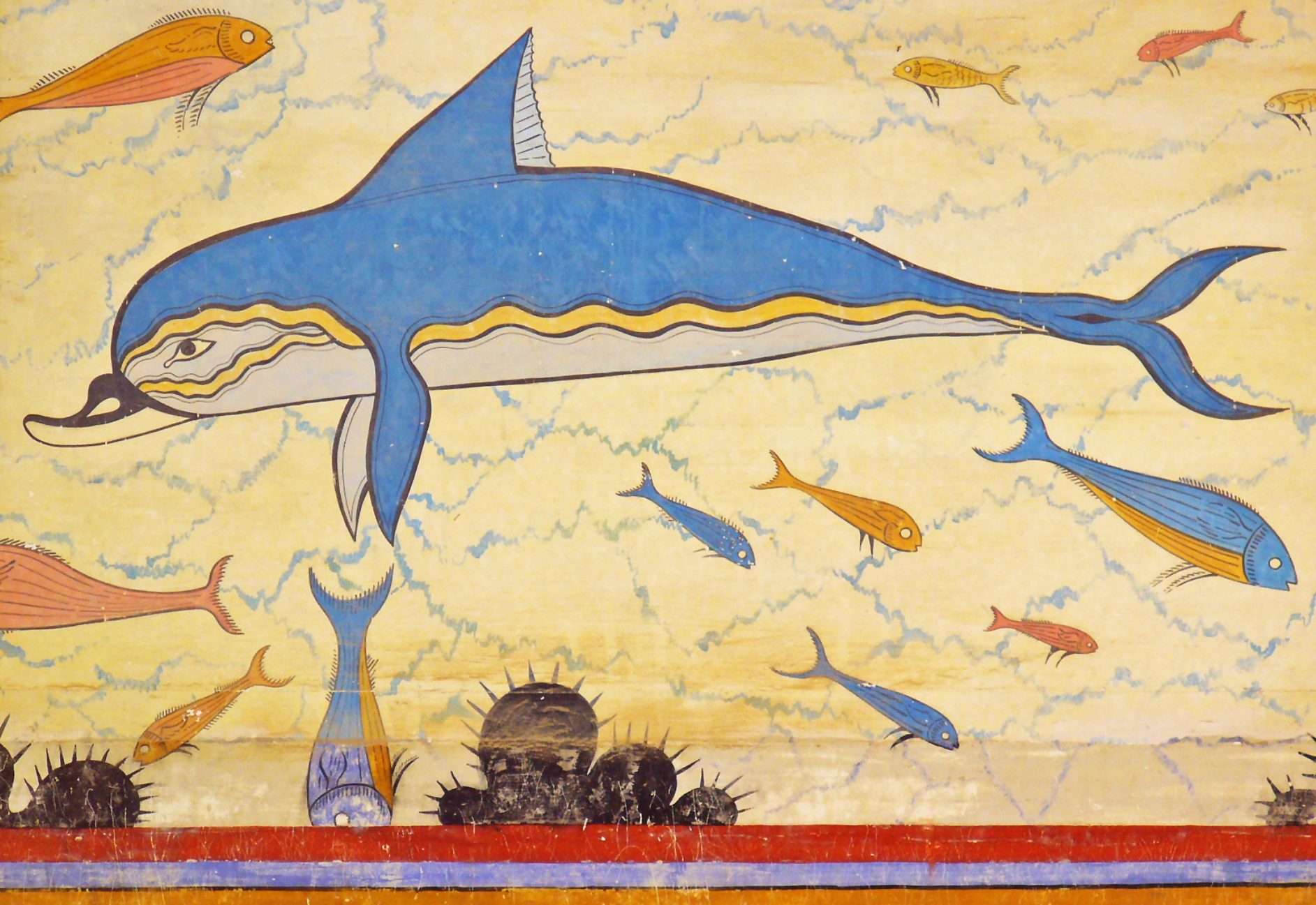
Фрагмет фрески з Кносса із зображенням дельфіна. Археологічний музей Іракліону
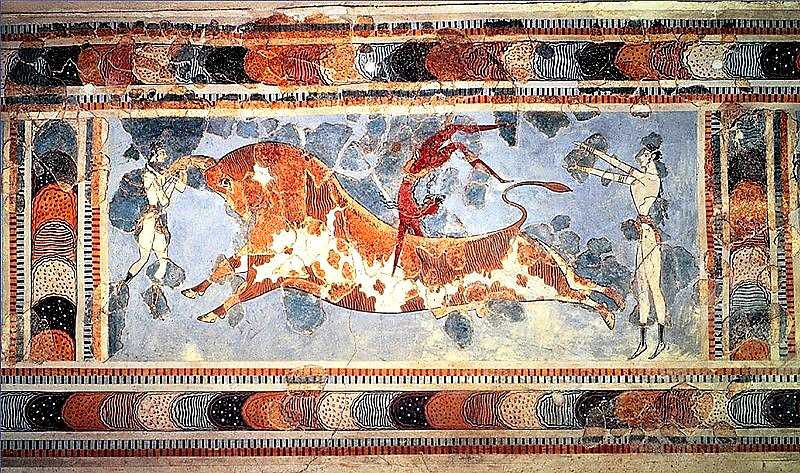
Фреска «Ігри з биками» (Таврокатапсія) — одна з найвизначніших фресок, що прикрасила Кносський палац. Заслуговує уваги участь в цих змаганнях жінок. Археологічний музей Іракліону
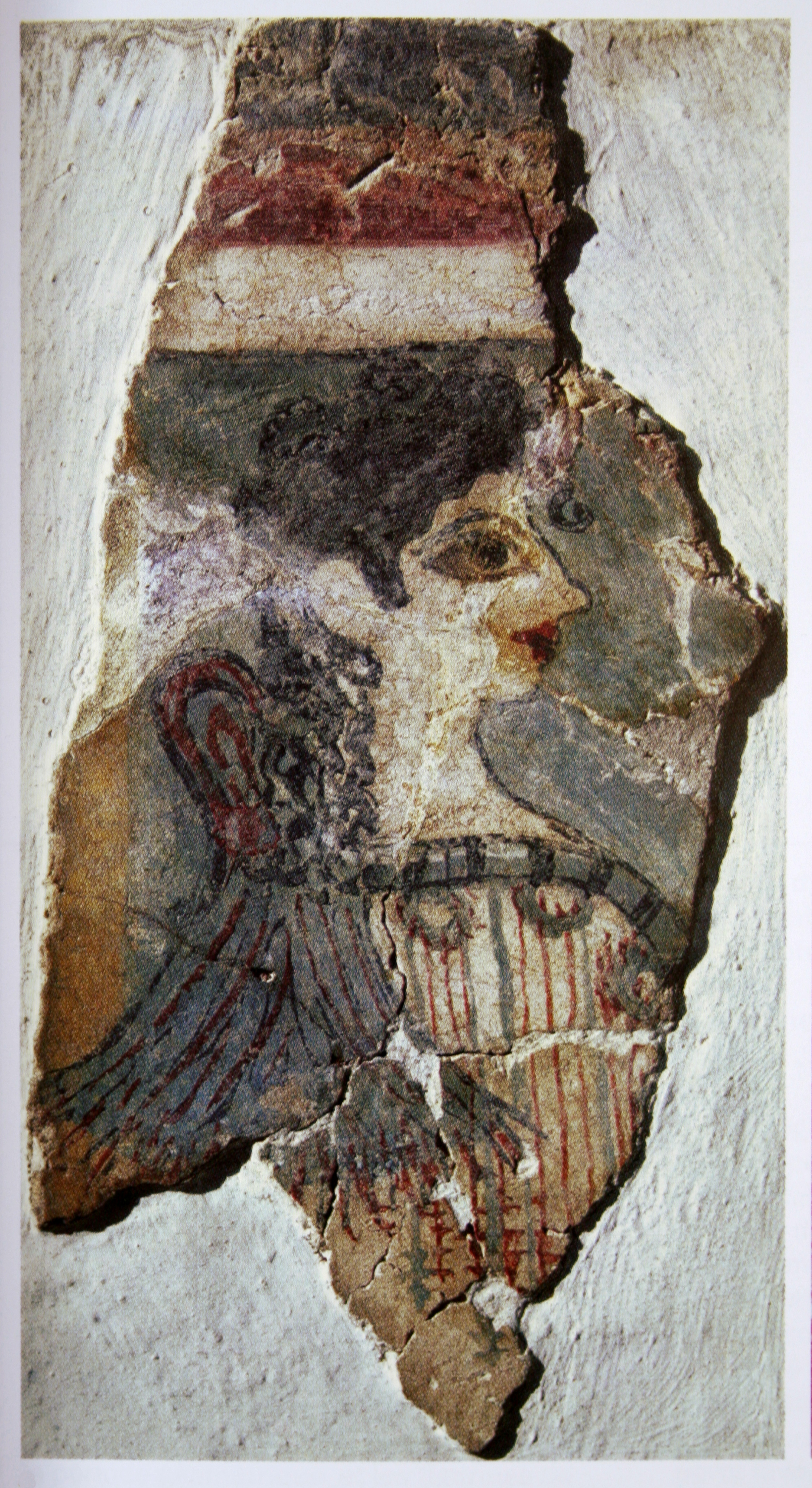
«Парижанка», Археологічний музей Іракліону
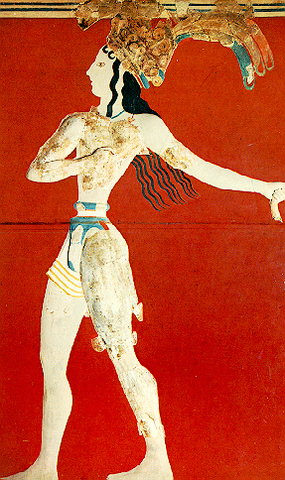
«Принц з ліліями», Археологічний музей Іракліону
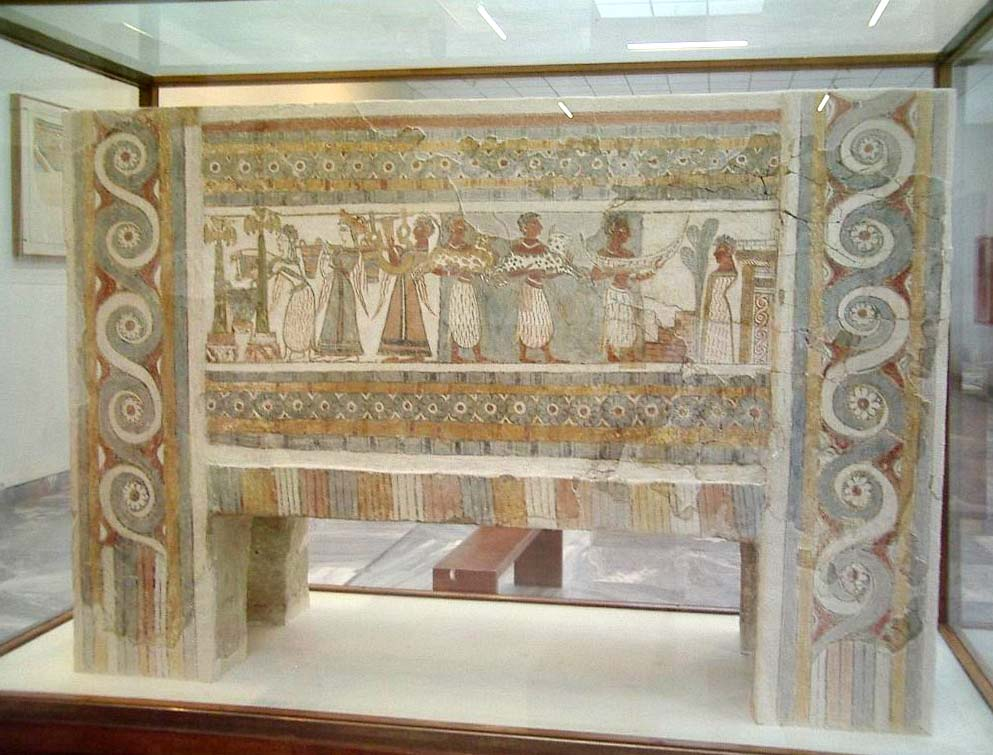
Саркофаг, знайдений в Агіа-Тріада, близько 1420 р. до н. е. Археологічний музей Іракліону
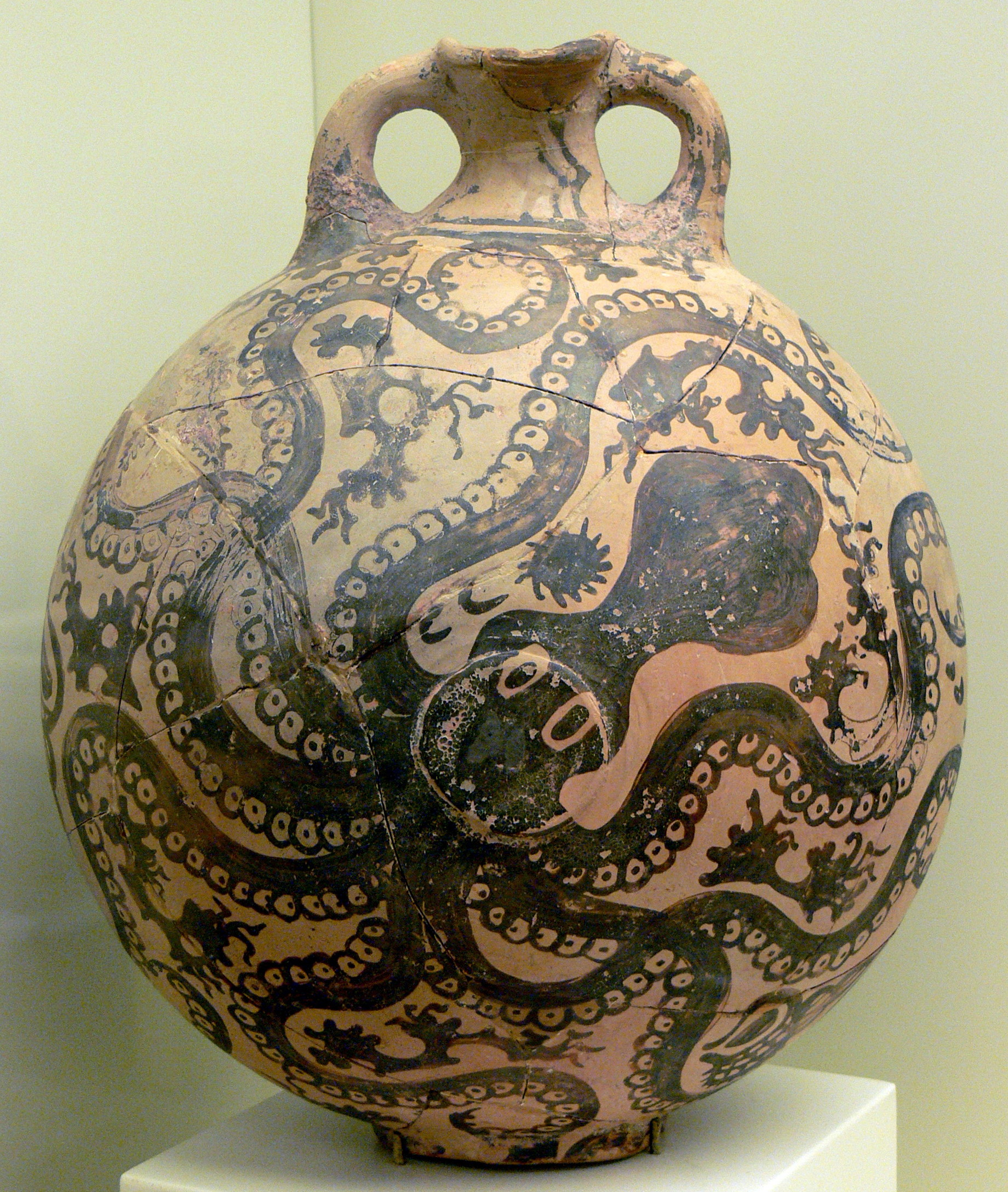
Ваза з восьминогом, теракота, Археологічний музей Іракліону. Розпис 1520–1500 рр. до н. е.
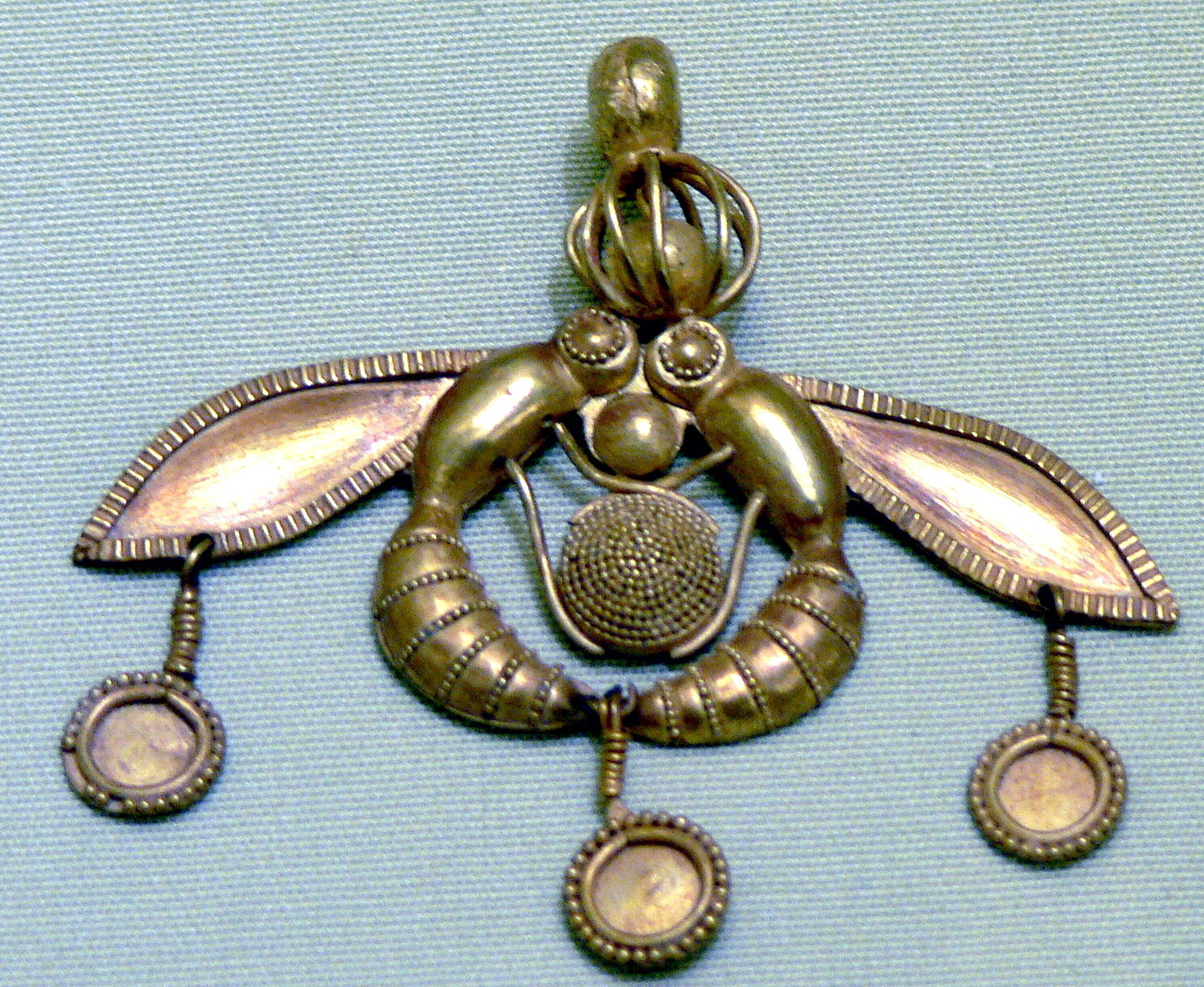
Підвіска із зображенням богині-бджоли. З поховання біля Малії. Крит. Золото. Близько 2000 до н. е.
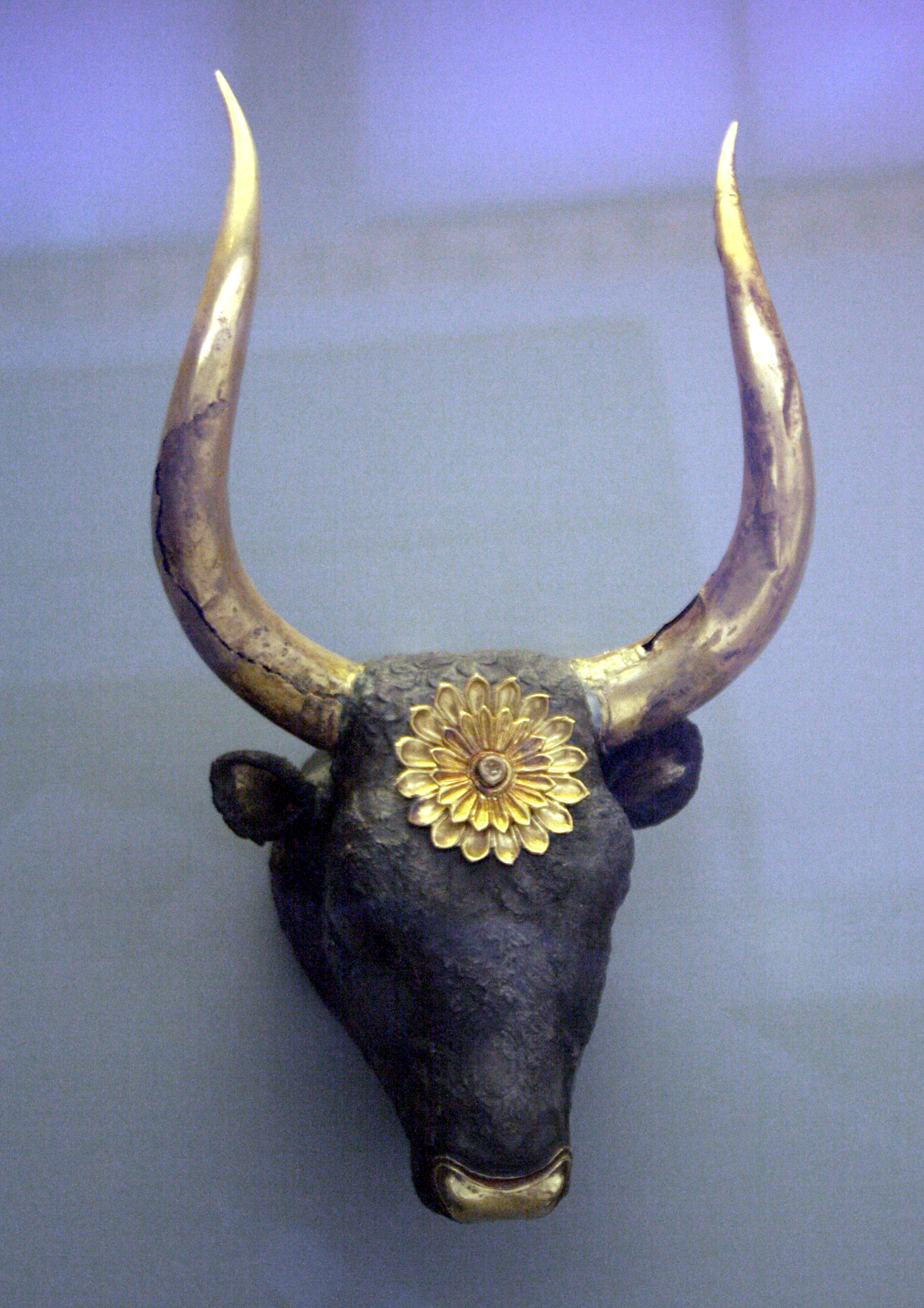
Срібний ритон з Крита - голова священного чорного бика, Національний археологічний музей Афін
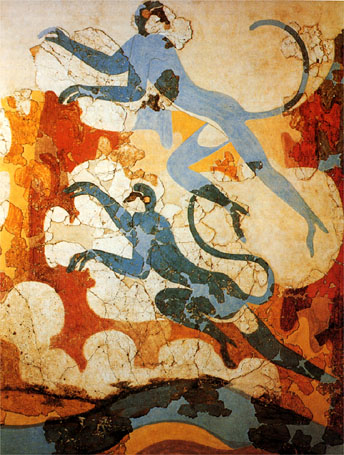
«Блакитні мавпи». Фреска з Санторіні

## Мікенська цивілізація
Після Мінойського виверження критська мінойська цивілізація назавжди згасла. Натомість набували сили міста-держави греків-ахейців материкової Греції — перш за все, Мікени, Тиринф і Пілос. Ахейці, змушені захищати свої міста від ворогів, будували їх на вершинах пагорбів і обносили високими стінами. Донині збереглись залишки укріплень Мікен і Тиринфа, споруджені приблизно в XIV–XIII століттях до н. е.
Стіни обох міст складені із величезних, грубо обтесаних кам'яних брил, щілини між якими заповнювались глиною або дрібним камінням. Такому способу кладки дослідники дали назву циклопічної. Стіни Мікен довжиною майже в кілометр мають товщину від 6 до 10 м. Всередині стін облаштовані сховища для продуктів та зброї. Особливо широко відомі центральні, так звані, Левові ворота в Мікенах. Над входом укріплена трикутна плита із вапняка, на якій виконане рельєфне зображення колони — символу правителів Мікен — і з обох боків фігури левів. За стінами на вершині пагорба височів палац, який в плані значно поступався критським і був набагато простішим за Кносський. Центр його займало особливе приміщення для бенкетів, урочистих зібрань та служіння культів — мегарон — із вогнищем в центрі. Чотири колони підтримували дах із отворами для відведення диму.
Серед найцікавіших пам'яток архітектури мікенського періоду — гробниці ахейських царів. Найвідоміша, так звана, гробниця Атрея, або скарбниця Атрея, віднесена дослідниками до XIV століття до н. е. Гробниця розташована всередині пагорба, являє собою приміщення круглої форми із діаметром 14,5 м із купольним перекриттям заввишки 13,2 м. Царські поховання відрізнялись особливою пишністю: обличчя померлих накривали золотими масками (нині в Національному археологічному музеї в Афінах зберігається золота Маска Агамемнона), на тіло клали золоті брошки і пластини. Поруч із тілом померлого вкладали парадну зброю, прикрашену слоновою кісткою і коштовностями, золоті кубки, дорогоцінні посудини.

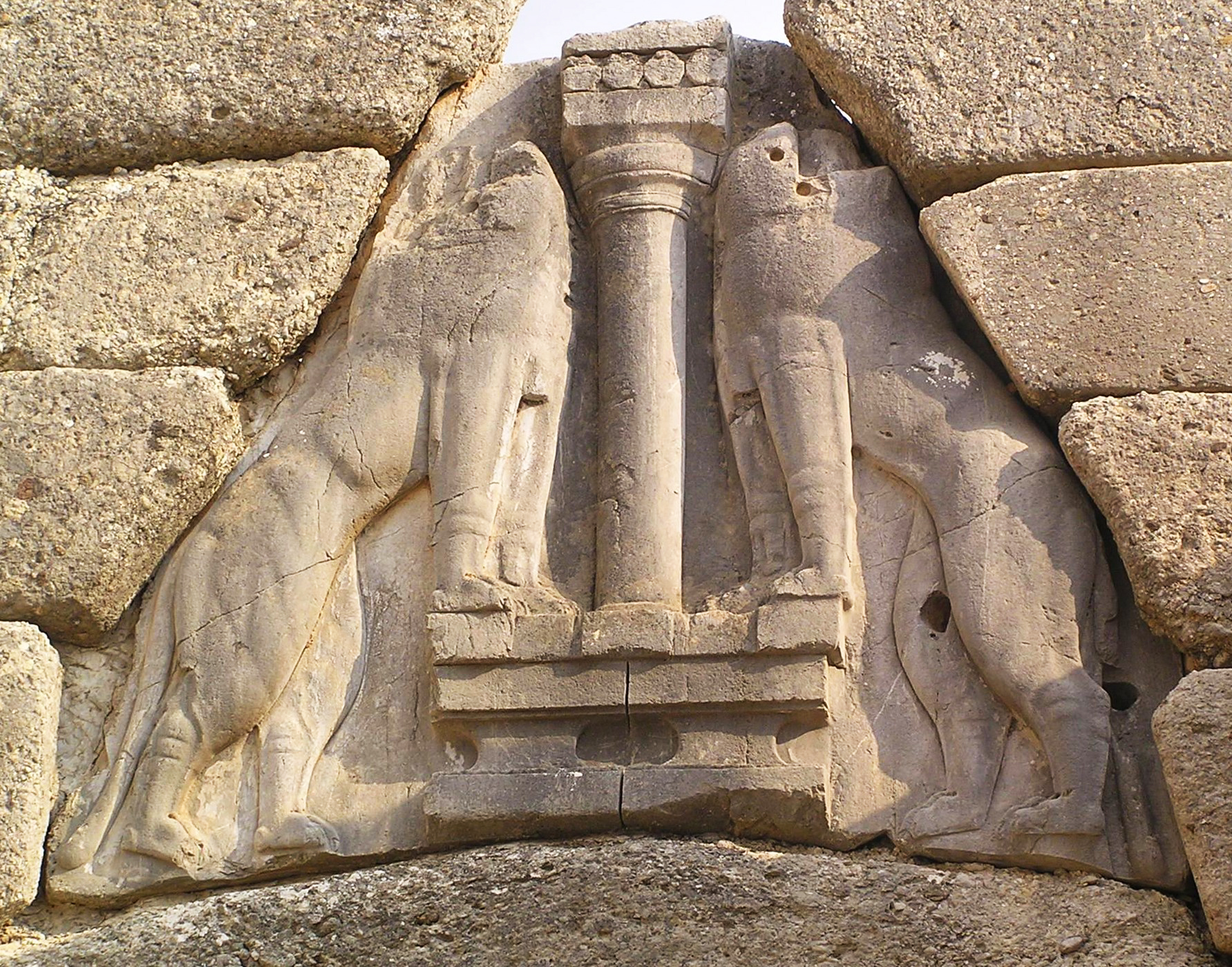
Левові ворота у Мікенах. Рельєф із вапняка. 1300–1200 до н. е.
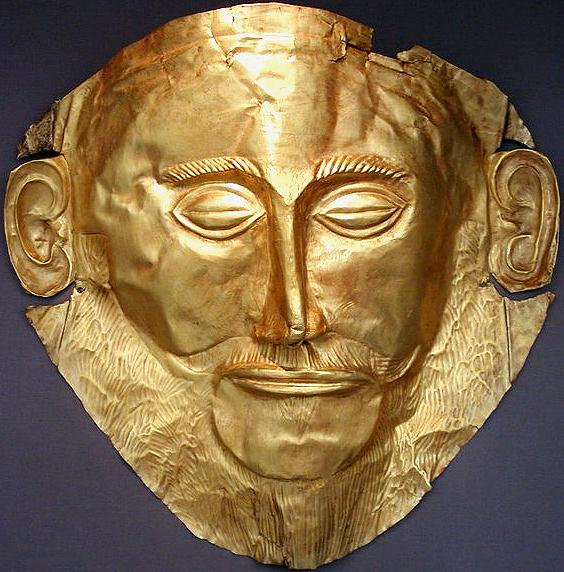
«Маска Агамемнона». Із гробниці V могильного кола «А» у Мікенах. Золото. Близько 1500 до н. е. Національний археологічний музей Афін
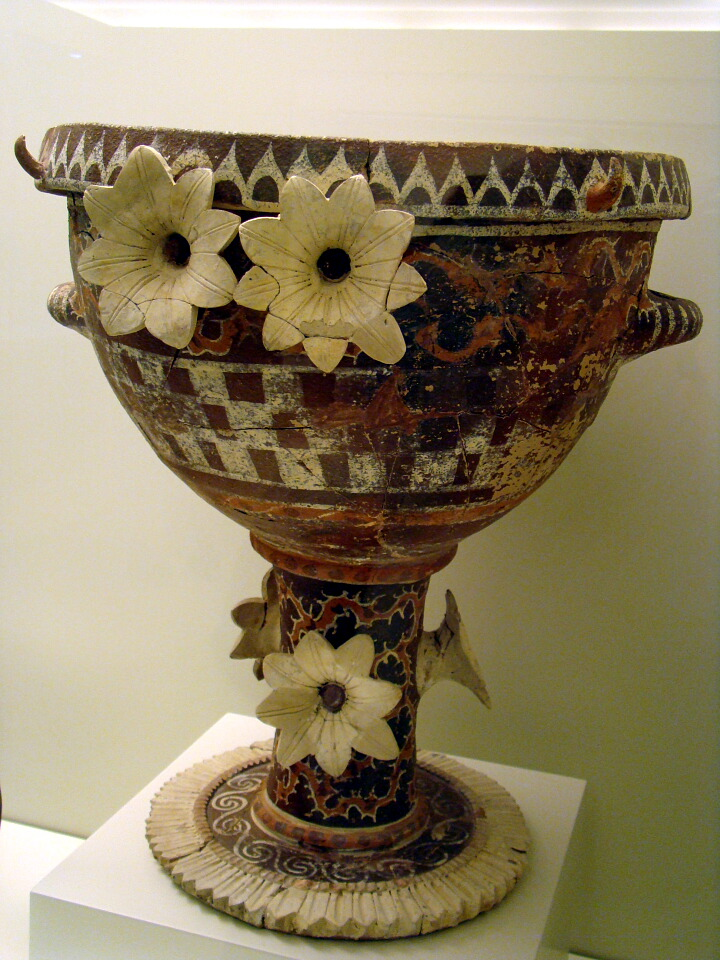
Кратер з розписом і скульптурним декором з палацу у Фесті, Археологічний музей Іракліону
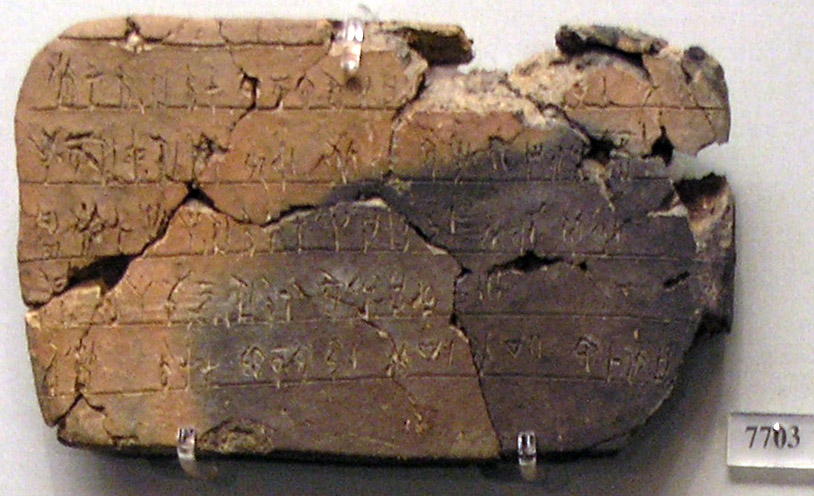
Лінійне письмо Б

## Гомерівський період

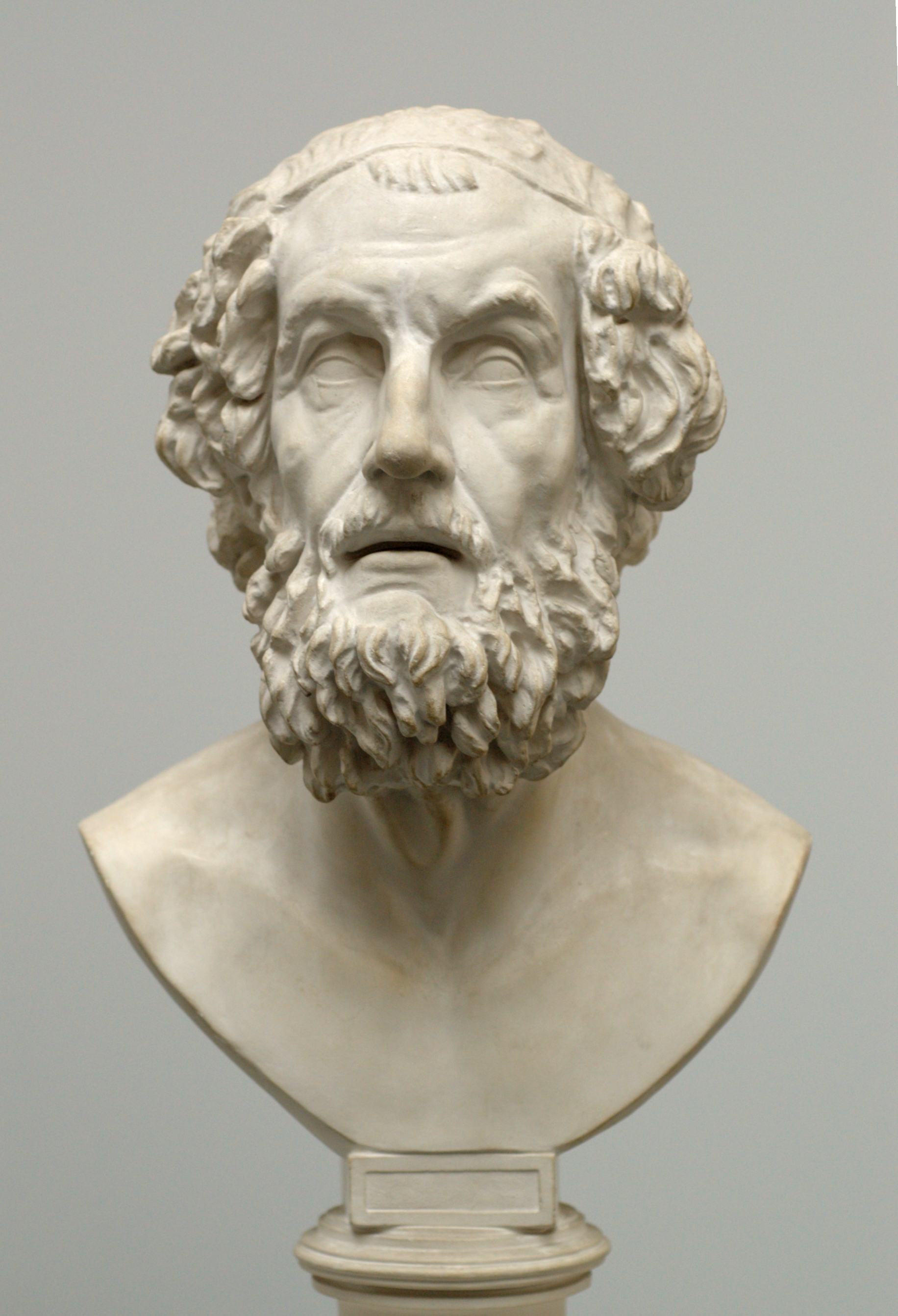
Гомер, Музей копій класичної скульптури

Незабаром після закінчення Троянської війни із північних районів Балкан на Грецію хлинули дорійці (див. Дорійське вторгнення), які захоплювали, грабували та випалювали ахейські міста. Довше за інші протримались Мікени, проте і вони пали наприкінці XII століття до н. е. Із знищенням грецьких міст загинула уся їх культурна спадщина. Дорійці щоправда сприйняли релігійно-міфологічні уявлення своїх попередників, ремісничі традиції в кераміці та дрібній пластиці, але в цілому створили нову культуру. До XI століття до н. е. дорійці заселяли вже весь Пелопоннес. Ранній період їх історії називають гомерівським, оскільки приблизно наприкінці IX століття до н. е. — на початку VIII століття до н. е. були створені епічні поеми «Іліада» та «Одіссея», що нині приписуються авторству Гомера.
В цю добу складалася складна система світобачення греків, яка знайшла своє відображення в їхній унікальній міфології, тому майже все мистецтво цього періоду звернене сюжетами до міфології та її героїв. Поетична фантазія стародавніх греків і нині продовжує вражати покоління, невипадково давньогрецькі міфологічні сцени залишаються популярними темами навіть у сучасному мистецтві.
В гомерівський період завдяки спадковості традицій на відносно високому рівні залишається мистецтво кераміки. Першою ознакою культурного відродження стає поява протогеометричного стилю, а в період 900–700 років до н. е. його витіснив геометричний стиль, що став характерним для доби кінця «темних віків в Греції». Центром розповсюдження даного стилю були Афіни. Поступово він поширився в торгових містах на острови Егейського моря. Крім вазопису, стиль був характерним для дрібної пластики, гліптики і декоративно-ужиткового мистецтва.
На жовтому або вохристому фоні темно-коричневої фарби горизонтальними фризами наносився геометричний орнамент, виділяючи при цьому колами, трикутниками та хвилястими лініями найважливіші елементи зображуваних фігурок, які зводились до спрощеної умовної схеми, підкореної загальному ритму геометричного орнаменту. Серед геометричних малюнків поступово з'являлися більш складні зображення тварин і людей.

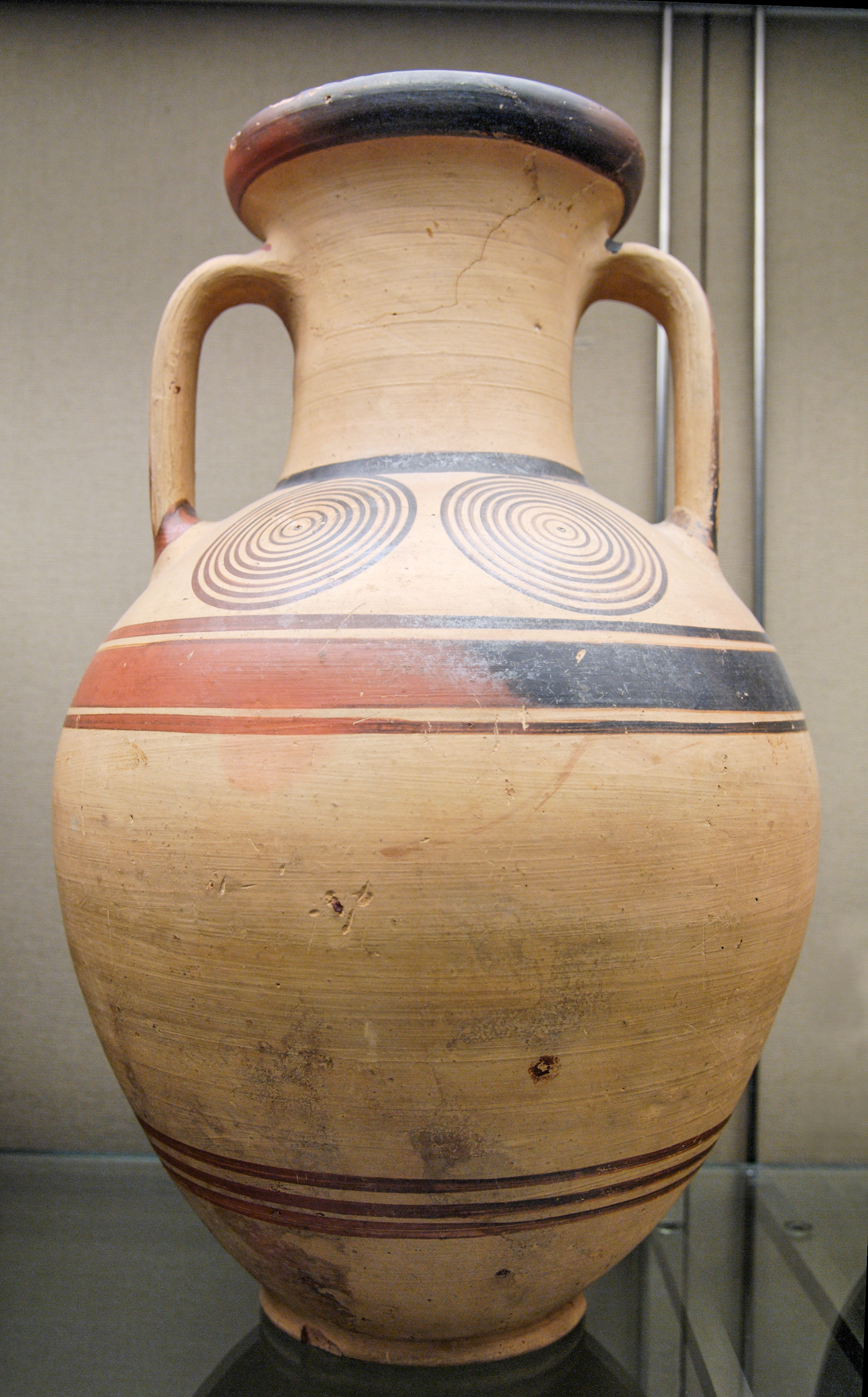
Протогеометрична амфора, Афіни, 975–950 до н. е., Британський музей
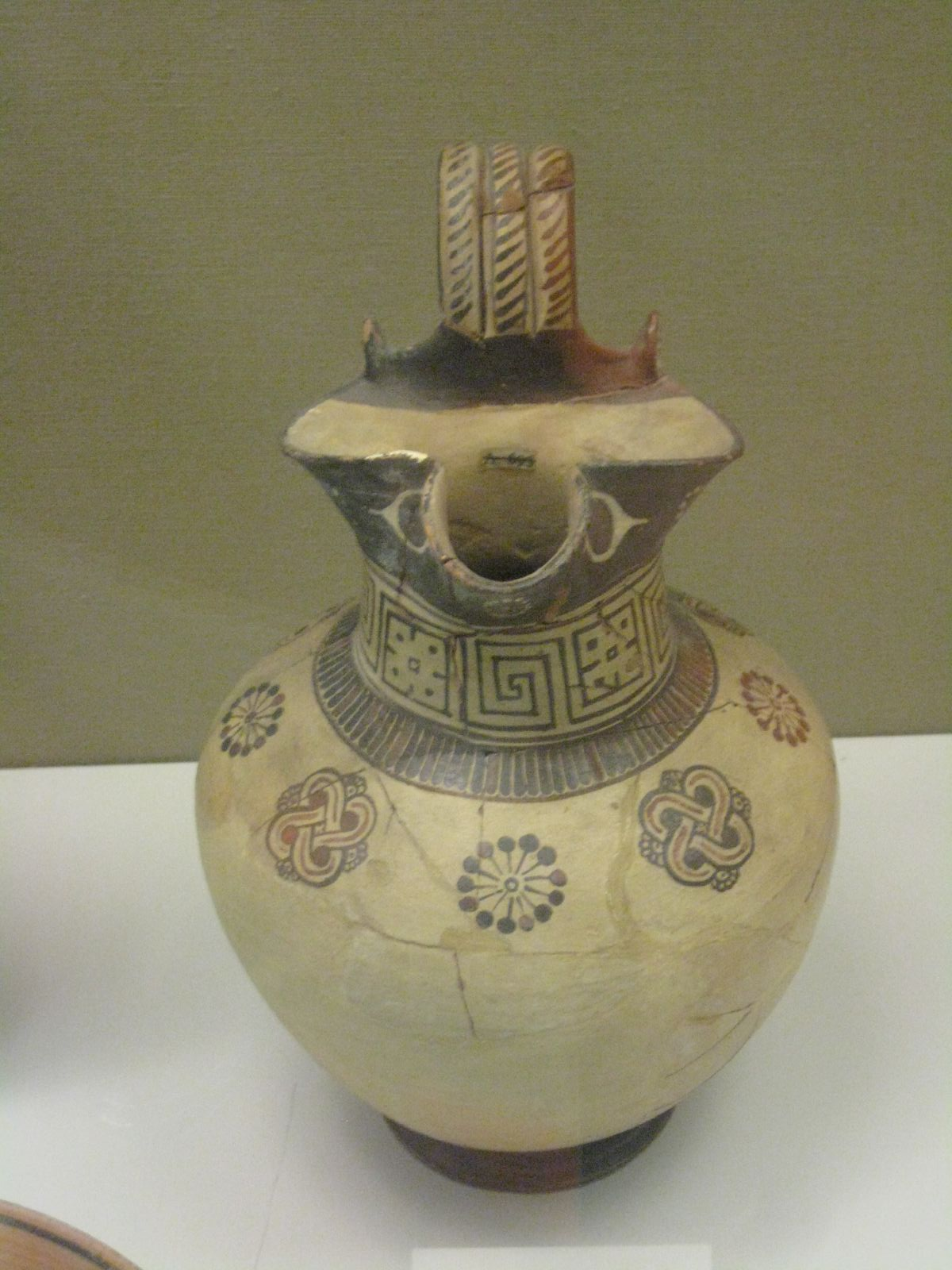
Ойнохоя з Родоса, середня геометрика, Британський музей
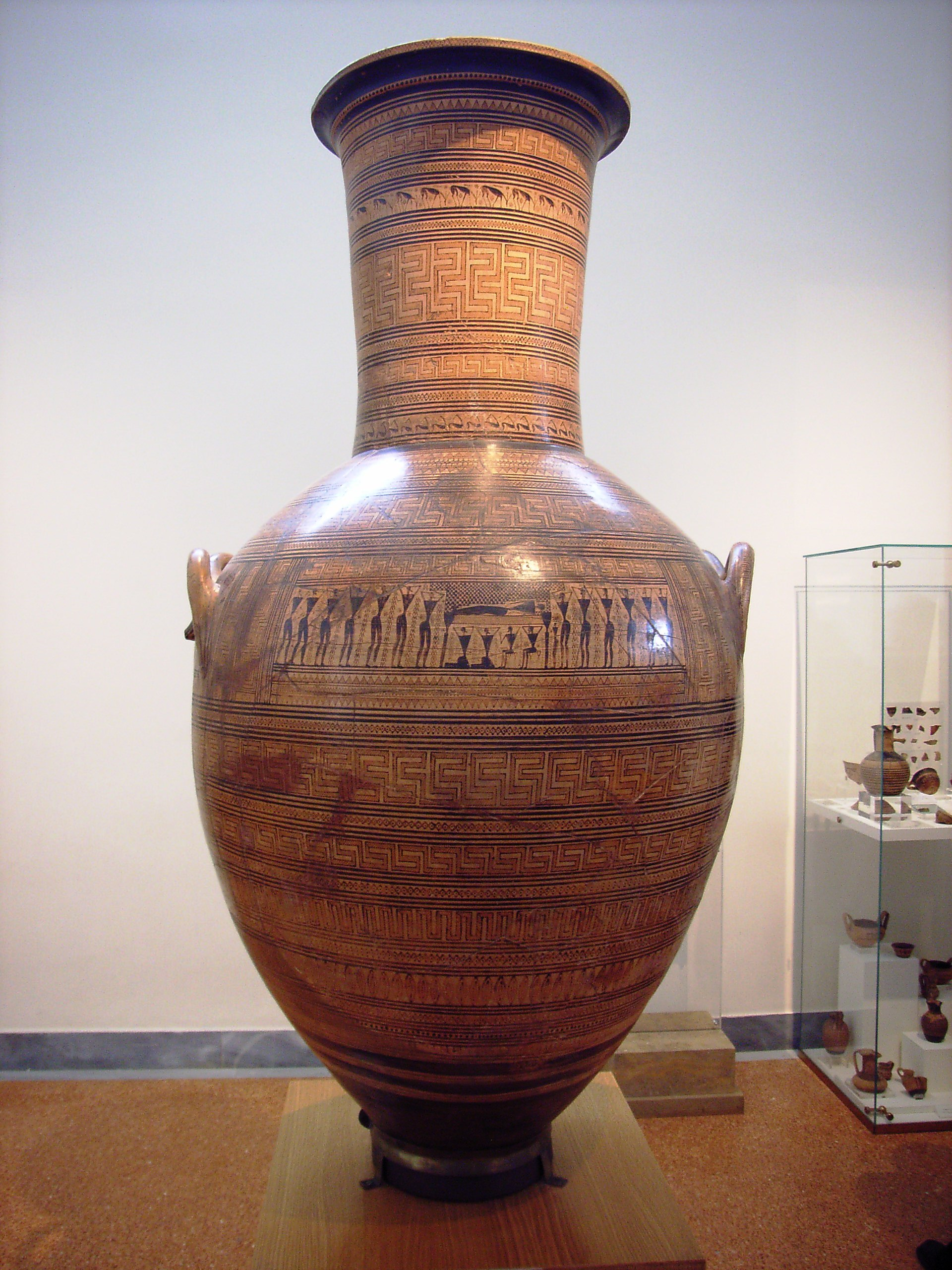
Дипілонська амфора, пізня геометрика, Національний археологічний музей Афін

## Період архаїки
Наступний період давньогрецького мистецтва носить назву архаїки. Він охоплює час від VII до V століття до н. е. до — час формування грецьких міст-держав, тому іноді іменується істориками полісним періодом в історії Греції. Бурхливий розвиток міст сприяв піднесення культури та мистецтва. В VII–VI століттях до н. е. поширюється грецька писемність, виникають науки — математика, медицина, астрономія, виникає філософія.
Архаїчний період, в добу якого стародавніми греками розроблена ордерна система в архітектурі, закладені підвалини грецької скульптури та живопису, визначив шляхи подальшого розвитку давньогрецького мистецтва.

### Архітектура

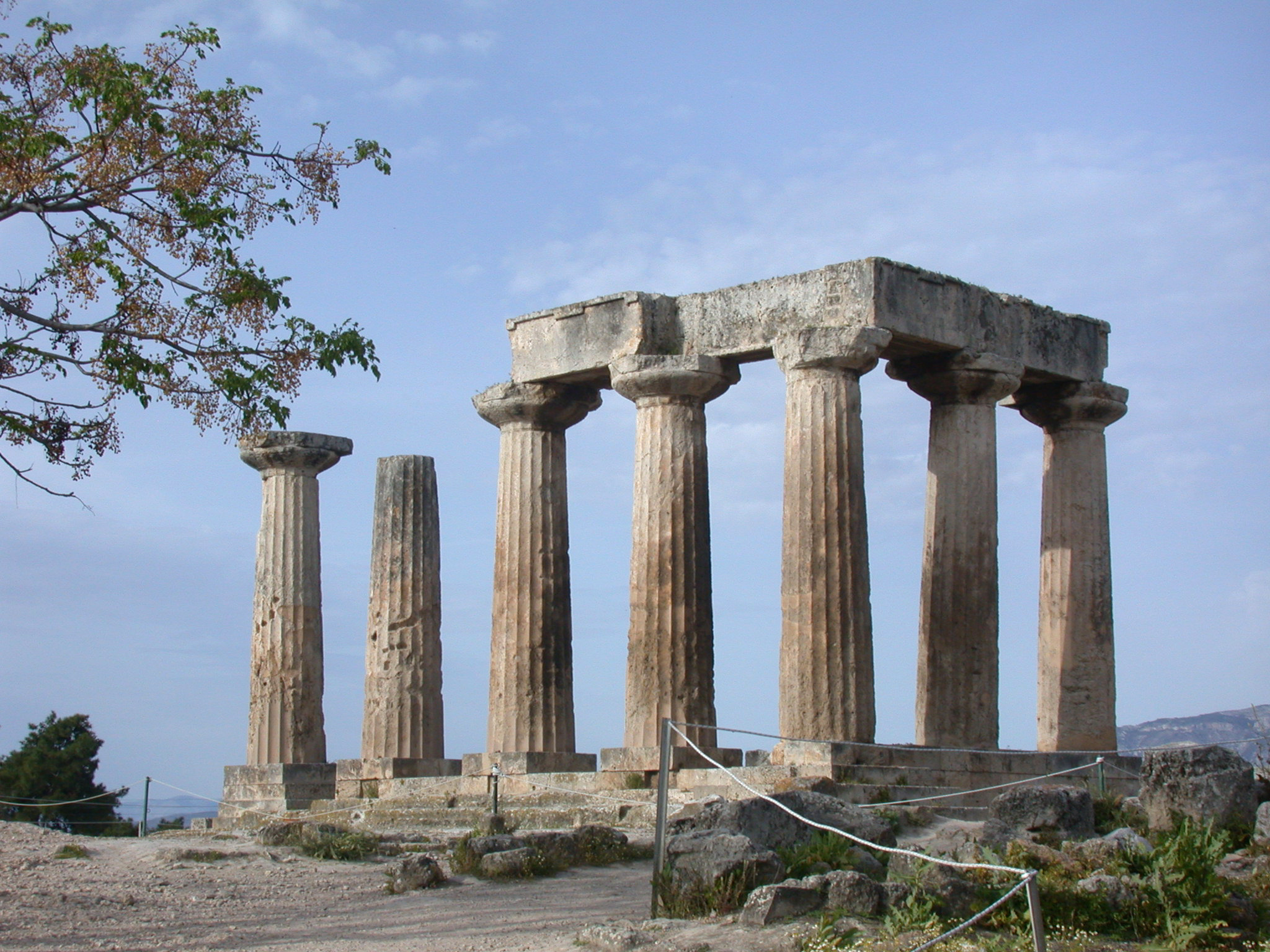
Храм Аполлона в Коринфі — класичний приклад архаїчного доричного храму

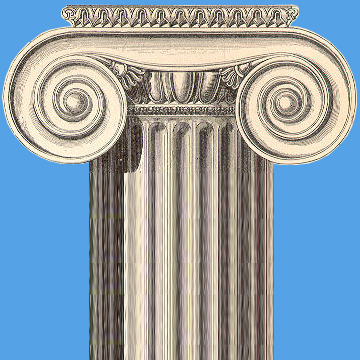
Іонічна капітель з волютами

Ріст міст, в першу чергу, відбився на розвитку монументальної архітектури. Храм, в якому встановлювались статуї богів, став основним типом громадських споруд. Він панував у міській забудові, розташовуючись на центральній площі міста, де відбувались народні зібрання з різних приводів, в тому числі релігійні урочистості. Навколо давньогрецького храму зосереджувалось все життя грецького полісу та його громадян. Саме тому архітектурі храму приділяли значну увагу. Вже в VII столітті до н. е. давньогрецькі архітектори розробили систему співвідношень між несучими та тими, що несуть, елементами споруди.
Ця система співвідношень, яка лягла в основу архітектури всього західного світу, отримала назву ордерної системи. Ранніми ордерами вважаються доричний (склався на Пелопоннесі і Великій Греції) та іонічний (зародився в грецьких містах-колоніях на узбережжі Малої Азії). Найрозповсюдженішим типом давньогрецького храму був периптер. Такий храм стояв на високому стилобаті, його центральний об'єм — наос — оточували колони доричного або іонічного ордерів. Колона доричного ордеру спирались безпосередньо на стилобат. Її стовбур прикрашали жолоби-каннелюри. Завершувала колону проста капітель із круглої кам'яної подушки — ехін — та прямокутної плити — абак. Над колонами розташовувався антаблемент з трьох частин: безпосередньо на колоні лежав архітрав, на ньому — фриз із прямокутних плит — метопи — і вертикальних плит — тригліфи. Над фризом розташовувався карниз. Фасади храмів часто прикрашали фронтони зі скульптурними композиціями. Внутрішній простір храму (наос або целла) рядами колон міг поділятись на кілька приміщень, в одному з них встановлювалась статуя бога, якому присвячувався храм (класичним прикладом архаїчного доричного периптера можуть слугувати Храм Аполлона в Коринфі). Іонічний ордер відрізнявся від доричного більшою легкістю та витонченістю пропорцій. Іонічна колона спиралась на базу і увінчувалась капітеллю, прикрашеною двома волютами.
Храми греки будували із блоків вапняку або мармуру, не з'єднуючи їх жодним скріплюючим розчином. Окремі архітектурні деталі, а також деталі скульптурного оздоблення храмів фарбувались у яскраві кольори. Основний принцип грецької античної поліхромії полягав в тому, що всі великі частини будівлі, всі широкі площини (щаблі, колони, стіни целли) залишали нерозфарбованими, тобто нижня частина храму залишалась білою. Одночасно всі ефекти поліхромії зосереджували на дрібних елементах будівлі, а також його верхній частині. Всі горизонтальні деталі підкреслювали червоним кольором — виїмки на капітелі, верхню смужку архітраву і нижню поверхню карнизу. Вертикальні елементи виділяли темно-синім або чорним кольором, зокрема тригліфи.

### Скульптура
Період архаїки був часом зародження й прославленої давньогрецької скульптури. Розвиток пластики визначався, в першу чергу, естетичними вимогами суспільства. Часті збройні зіткнення між народами потребували від грецьких воїнів чималої фізичної сили. З юних років елліни займалися гімнастичними вправами, покликаними розвинути міць та силу тіла, а також укріпити волю воїна. Естетичні уявлення стародавніх греків не відділяли фізичної та духовної краси, а навпаки вони вважали, що фізична краса має свідчити й про красу духовну — принцип калокагатії. Становленню такого світогляду сприяли й Олімпійські змагання, переможців яких шанували трохи не рівно із богами. Образ красивої людини в добу архаїки знайшов своє відображення у статуях юнаків, званих куросами. Майже всі вони однотипні: зображують юнака у повний зріст, мають спрощений геометризований силует. Статичність пози передається постановкою ніг — ліва нога посталена попереду правої. Підкреслюючи атлетичність постави, скульптор поки що схематично окреслює грудні м'язи, діафрагму та м'язи живота. Іншим, не менш розповсюдженим типом скульптури, були й зображення дівчат — кори. В Афінах вперше вони з'явились як фігури юних жриць богині Афіни, які встановлювали на Акрополі. Дівчат зображували нерухомими у довгих пеплосах, перев'язаних поясом. Голову кори із довгим хвилястим волоссям міг прикрашати вінок, вуха прикрашали сережки. В лівій руці кора тримала вінок або гілку. Дедалі образ кор все більше відповідав гуманістичним ідеалам давньогрецької культури: скульптор зображував мигдалеподібні очі жриці, тонкі дуги брів, ледь помітну посмішку на вустах.
Подібно до архітектурних споруд, давньогрецькі скульптури також не були монохромними. На багатьох архаїчних статуях збереглись фрагменти фарб. Волосся кор традиційно зображували золотистим, очі та брови — чорними, рожевий відтінок мармуру чудово передавав тон людської шкіри. Не менш ошатними був й одяг жриць. В цей же час підйому та визнання досягає Хіоська школа скульптури, яскравим представником якої був Бупал.
Водночас майстерність різьбярства, мініатюрної скульптури демонстрували Мірмекід з Мілету та Каллікрат з Лакедомону.
В VI столітті до н. е. Стародавні Афіни вступили в епоху свого розквіту, поступово ставши ремісничим, торговим і культурним центром Еллади. В добу свого правління афінський тиран Пісістрат розпочав масштабну розбудову Акрополя. Найдавніший храм богині Афіни Гекатомпедон зайняв центральне місце. Під час розкопок на початку XX століття археологи знайшли скульптури зі східного фронтону Гекатомпедона, сюжети яких запозичені із давньогрецької міфології: сцени боротьби Геракла із Тритоном, зображення Тифона — дракона із трьома людськими тілами, крилами та зміїними хвостами. Незважаючи схематизм фігур вони набагато більш виразні і живі, аніж статичні куроси. Поруч із храмами на Акрополі встановлювали різноманітні присвячувальні статуї, серед них мармурова статуя юнака, який несе жертовне теля — Мосхофор (близько 570 до н. е.). Умовність зображення (волосся та борода Мосхофора нагадують геометричний візерунок) поєднується із живим сприйняттям людини і тварини (в добу християнства образ Мосхофора трансформується у Доброго Пастиря). Скульптура архаїки поступово стає більш реалістичною, що призводить до розквіту класичної скульптури з V століття до н. е.

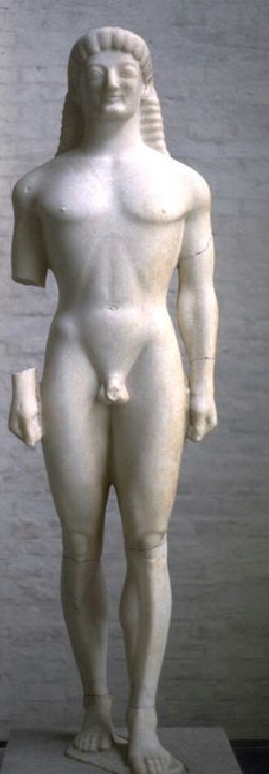
Курос, так званий Аполлон Тенейський, Мюнхенська гліптотека
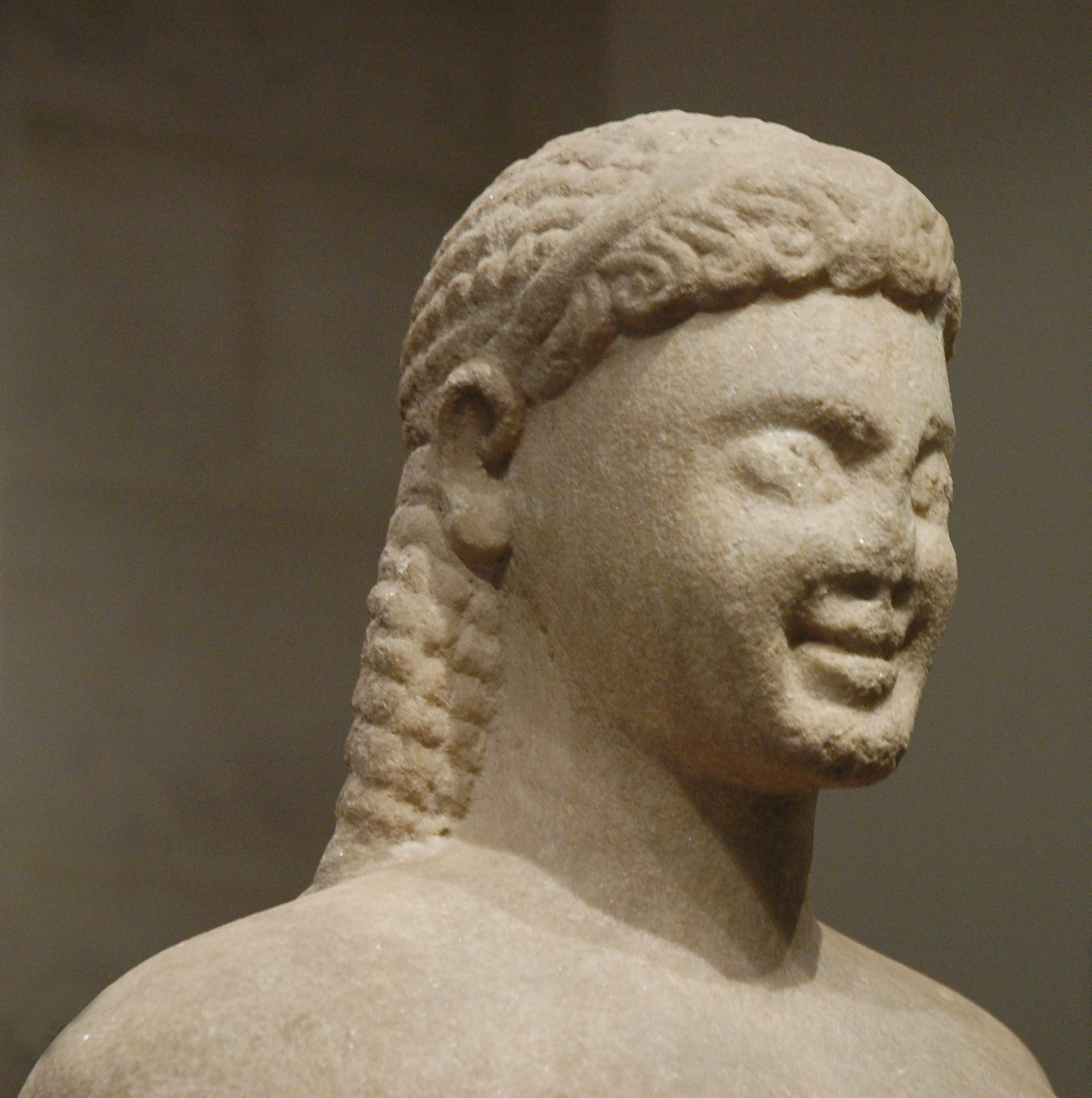
Курос з Пароського Асклепейона — приклад архаїчної посмішки
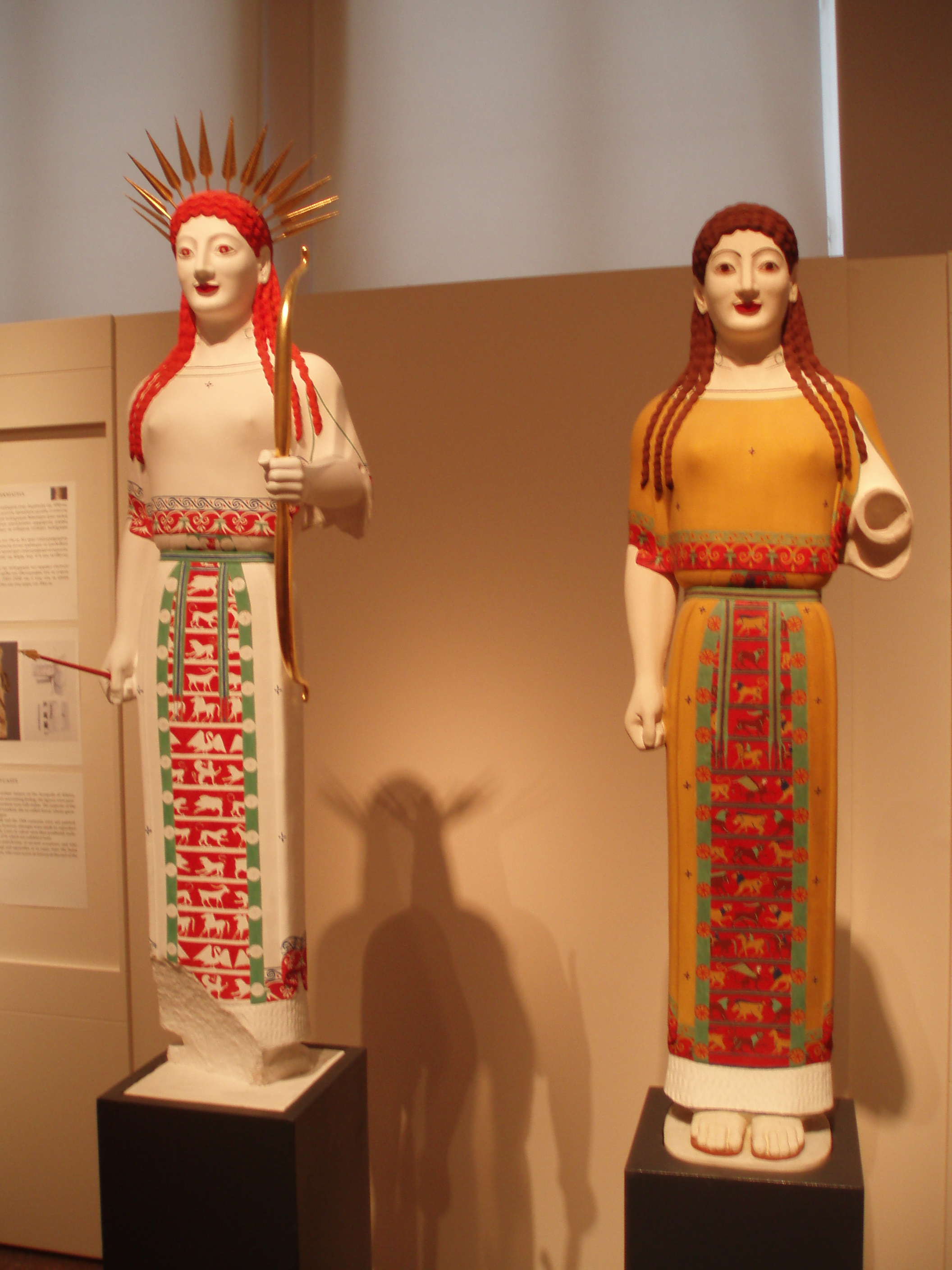
Поліхромні кори Афіни та Артеміди, реконструкція, Новий музей Акрополя
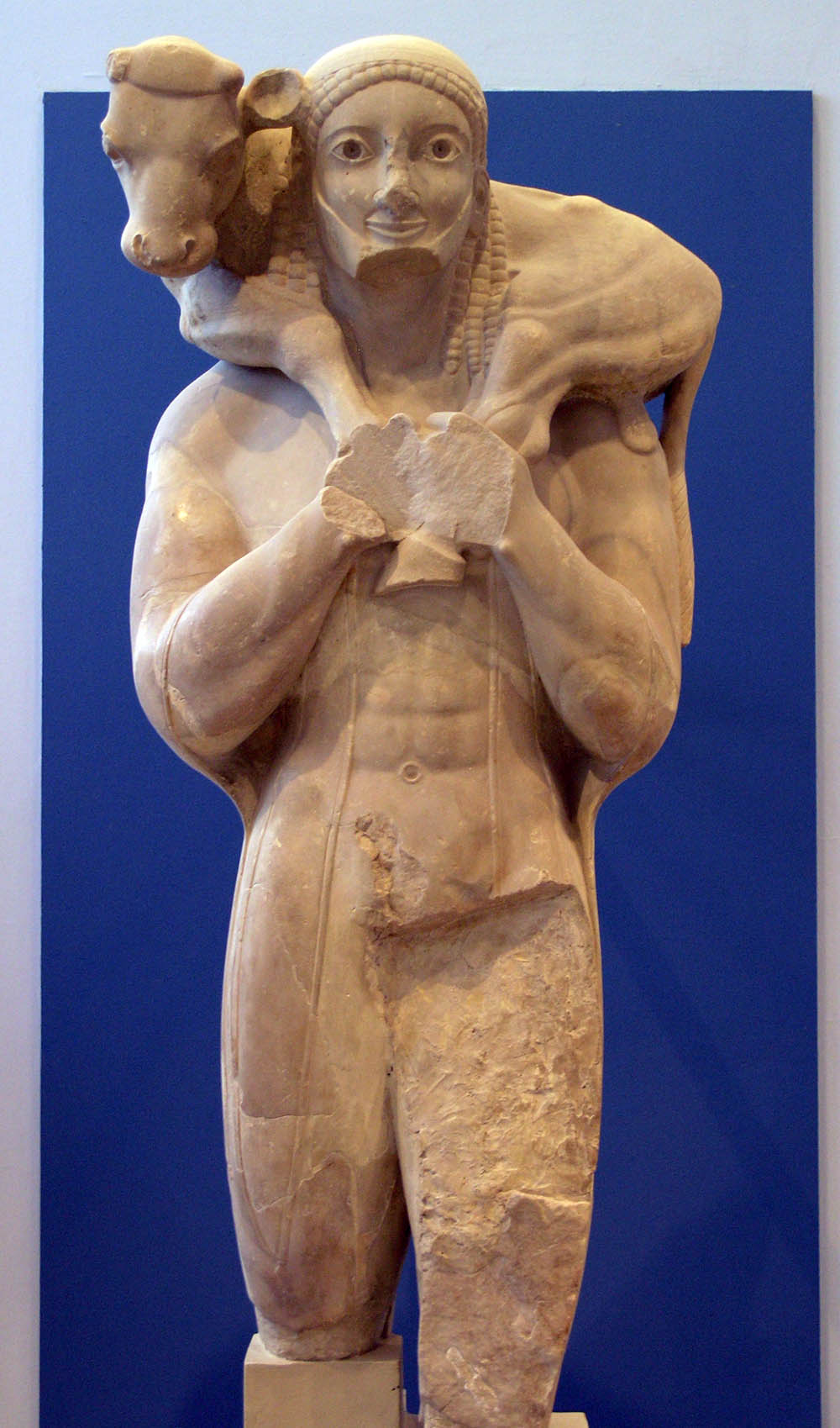
Мосхофор з Афінського акрополя, Новий музей акрополя
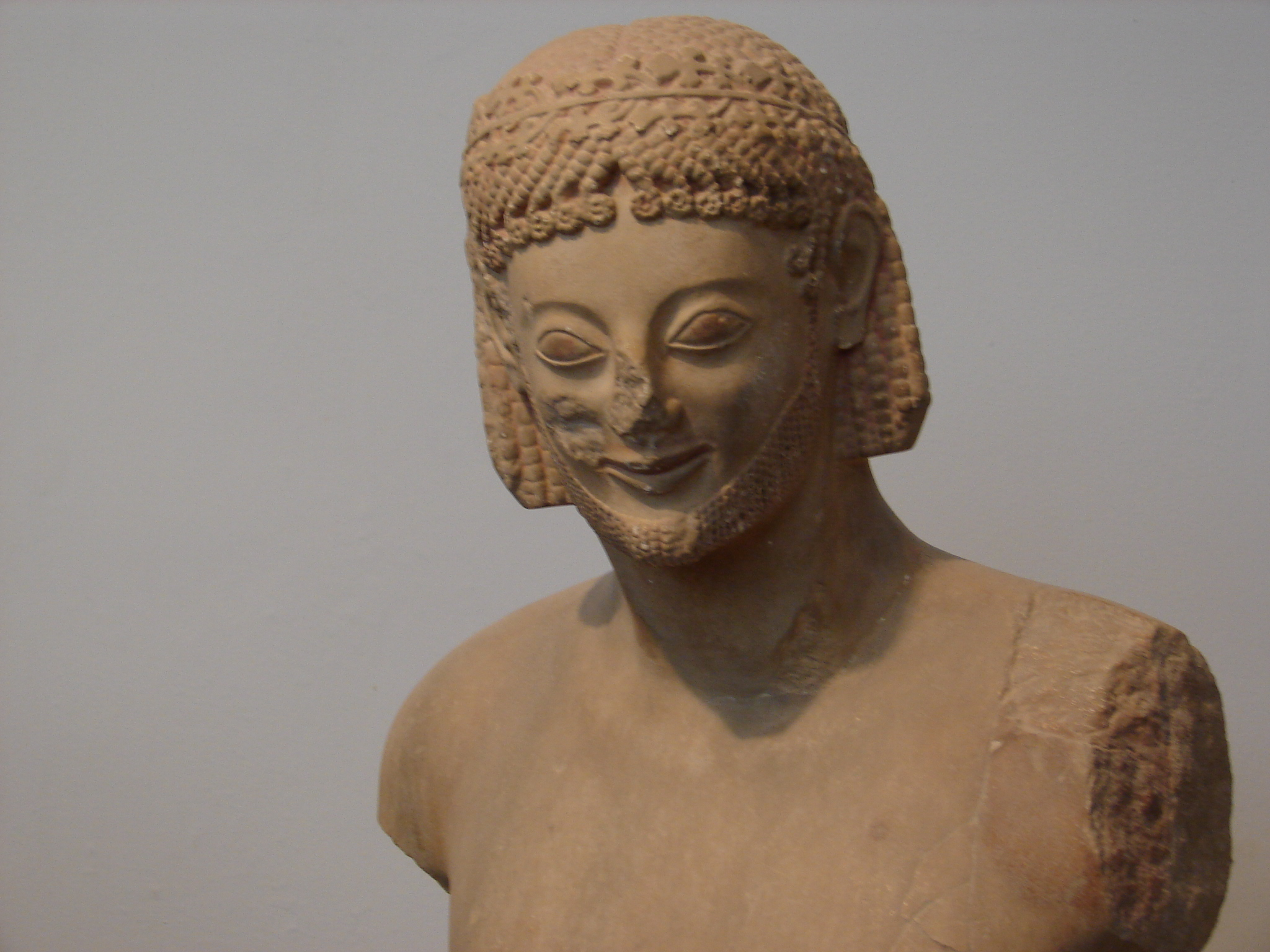
Голова куроса, Музей Афінського Акрополя
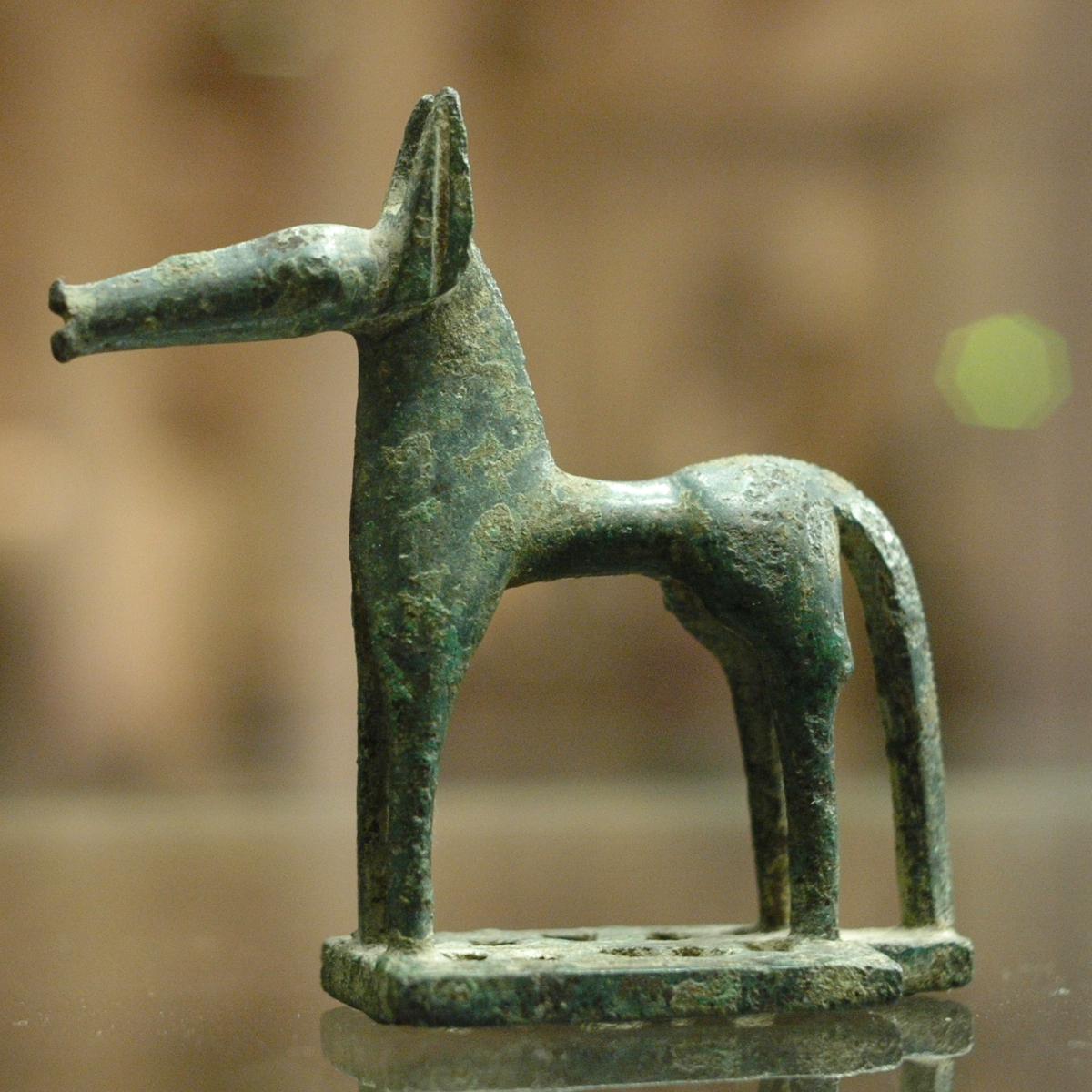
Кінь, бронза, Олімпія, бл. 740 до н.е., Лувр

### Вазопис

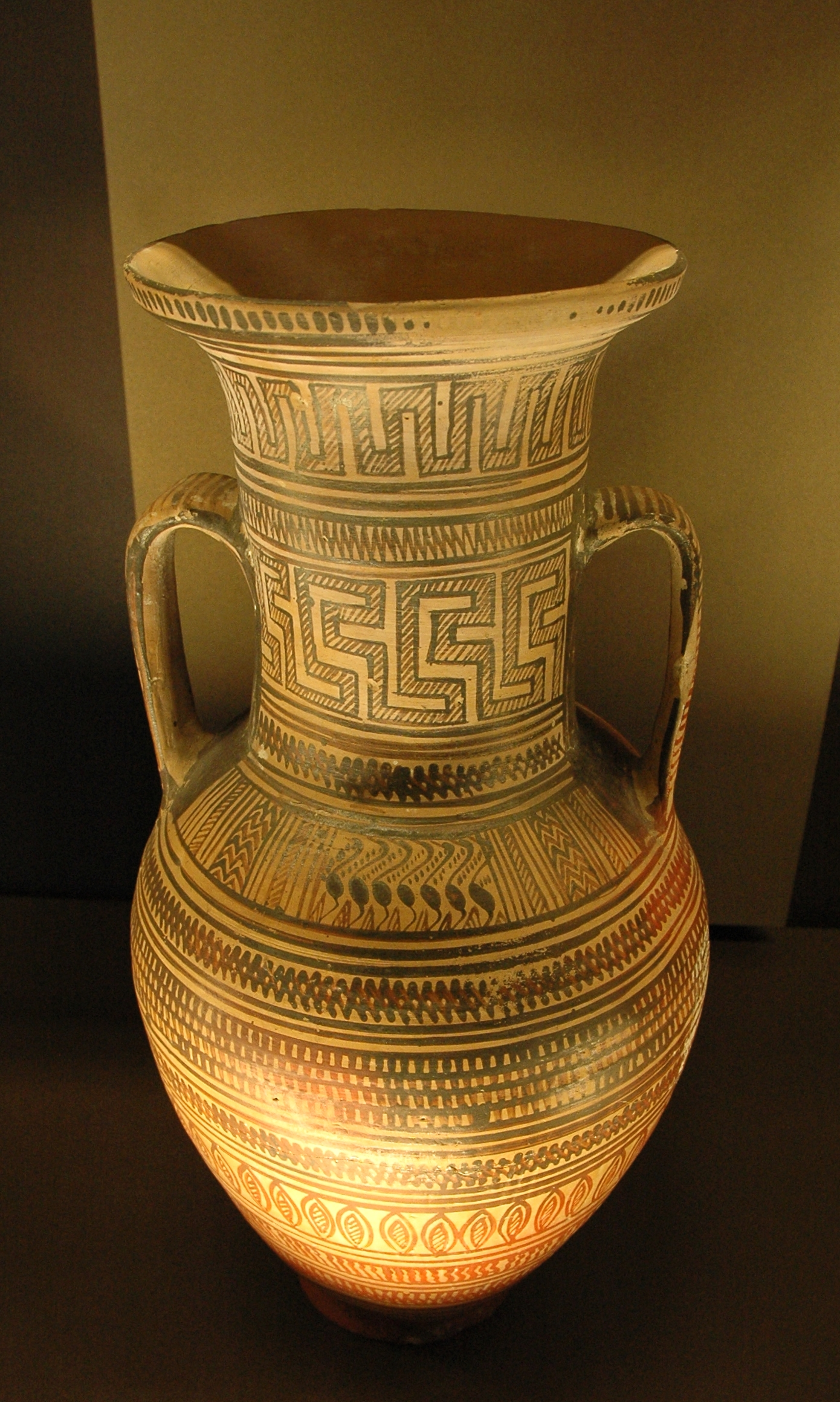
Амфора в пізньому геометричному стилі, бл. 725-700 до н. е., Лувр

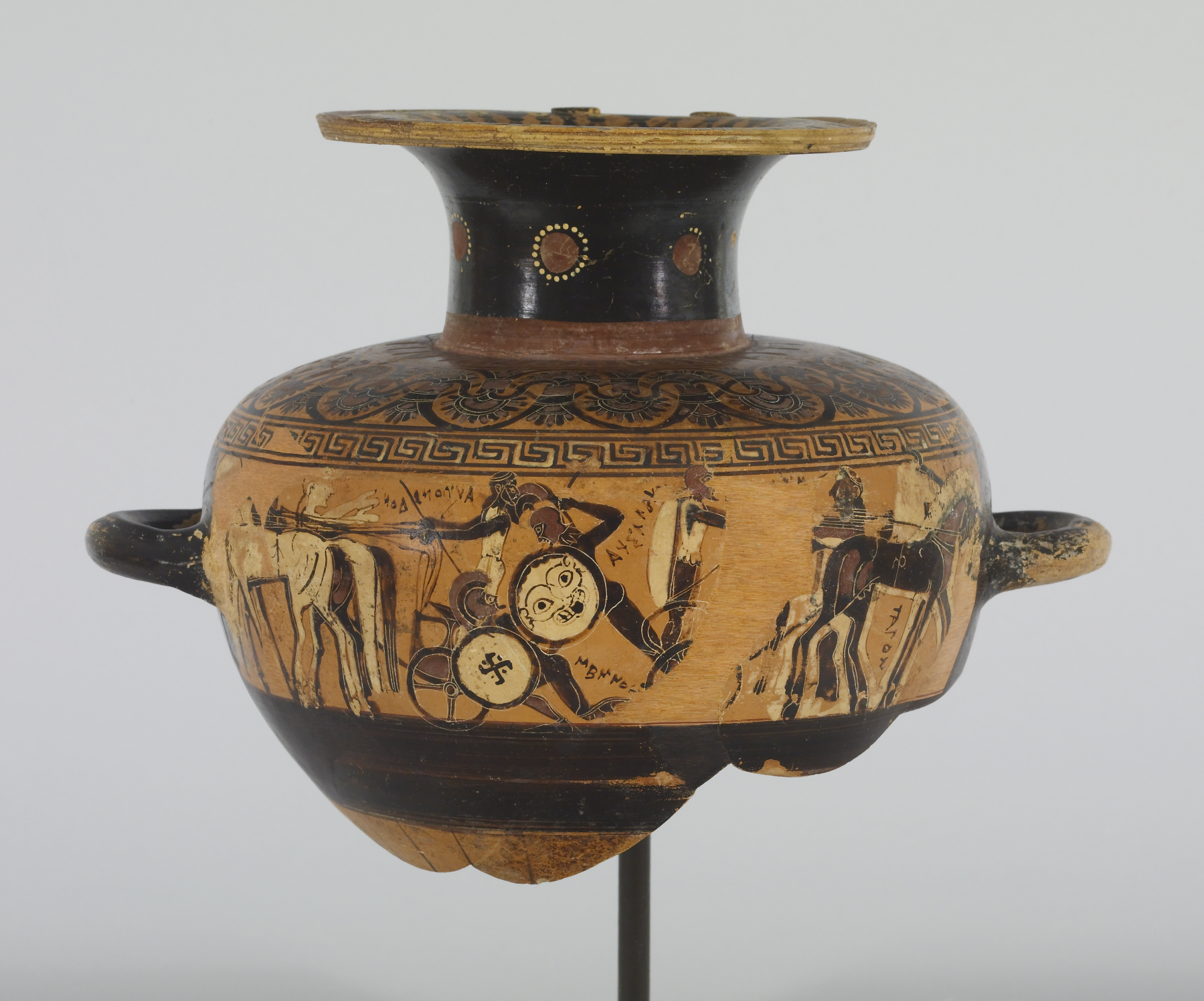
Колісниці Ахілла та Мемнона. Чорнофігурний вазопис. Поруйнована гідрія до 550 р. до н.е. (пізній коринфський період) Художній музей Волтерс.

Донині не збереглись пам'ятки грецького архаїчного монументального живопису, проте до нас дійшла безліч розписних ваз. Знайомство греків з культурою Стародавнього сходу та власна міфологія сприяли багатству сюжетних та орнаментальних композицій, якими прикрашались керамічні посудини. Часто зустрічаються фігури сфінксів, грифонів, сирен, батальних сцен грецьких героїв із гомерівського епосу. В орнаментах використовувались єгипетські та середньоазійські мотиви — стилізовані листя пальм та лотоса. Розпис на вазах VII століття до н. е. виконані темно-коричневим лаком по світлій, жовтуватій глині. Фігури подаються не простим силуетом, вазописець ретельно промальовує риси обличчя, мускулатуру, деталі одягу. Поверхню ваз вкривали фризи із процесіями людських та тваринних фігурок, решта простору заповнювалась орнаментом. Такий стиль вазопису називають килимовим, або орієнталізуючим стилем.
Проте вже до кінця VII століття до н. е. килимовий стиль поступається чорнофігурному вазопису, який досягає розквіту в VI столітті до н. е. Тепер зображення наносили густим чорним лаком і підфарбовували глину вохрою, від чого після обпалу вона набувала червоного відтінку. Одним з наймайстерніших вазописців в техніці чорнофігурного вазопису, чиї ім'я дійшло до нас, був гончар Ексекій, який творив близько 550–530 років до н. е. Знаменитий кілікс «Діоніс у човні», тондо якого зображує Діоніса в човні під виноградним гроном, оточеного дельфінами. Зворотна сторона чаші вкрита очима, які мали захистити того, хто пив з кілікса від пристріту. Тут зображено легенду про те, як пірати вирішили продати Діоніса в рабство, не знаючи, хто він такий. Коли корабель вийшов в море, по палубі текло вино, щоглу обвили виноградні лози і з'явились хижі тварини — супутники Діоніса. Налякані пірати рятувались, стрибаючи у воду, проте не долітаючи до неї, перетворювались на дельфінів.
У середині VI століття до н. е. вазописці створили техніку червонофігурного вазопису. Тепер вільна від зображень поверхня вкривалась чорним лаком, а фігури промальовувались тонким пензлем. Під час обпалу вони набували вохристого відтінку. В техніці червонофігурного вазопису працював сучасник Ексекія Евфімід, представник групи вазопісців-піонерів. Добре відома амфора Евфіміда, на одному боці якої зображено святкування на честь Діоніса, а на зворотному — Гектора, його батька царя Пріама та царицю Гекубу. Одяг, зачіски та обладунки Гектора вазописець зобразив такими, які побутували в сучасну йому добу. Цар Пріам постає згорбленим старцем, який промовляє останні слова напуття синові. Таким чином, Евфімід зображує героїчну сцену міфології як звичайну родинну подію із життя стародавніх греків.

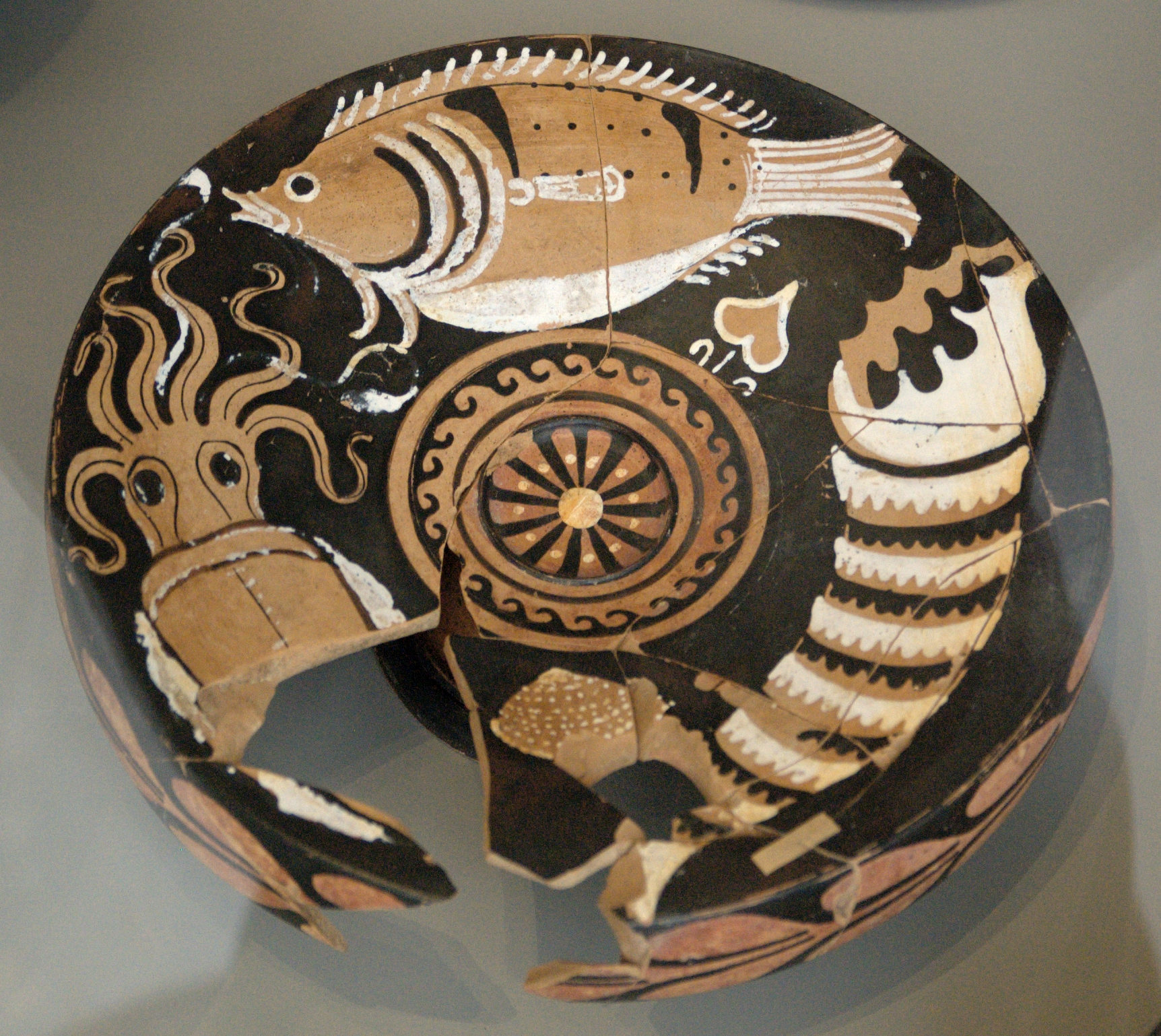
Таріль «морські тварини», Берлін
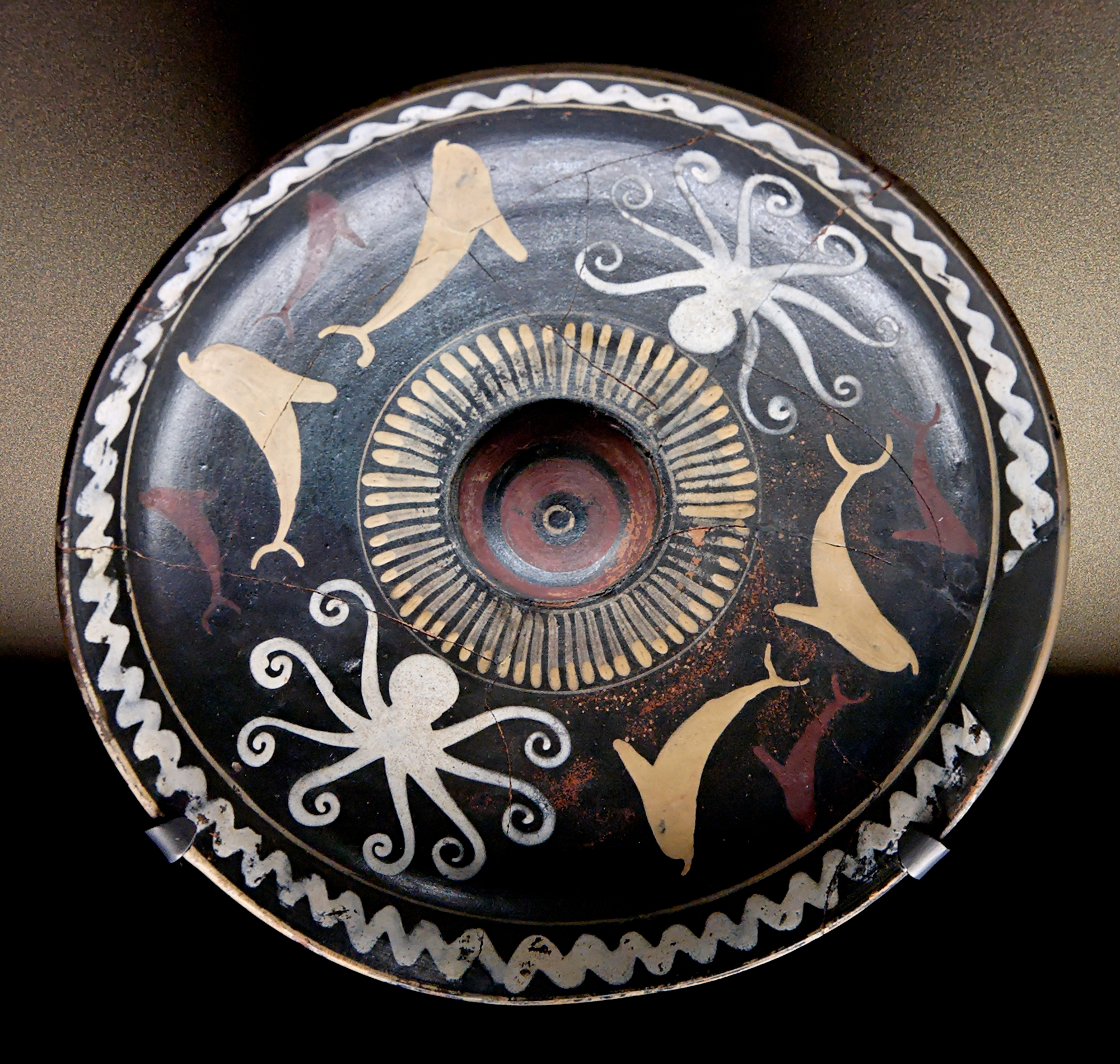
Таріль з дельфінами і восьминогами
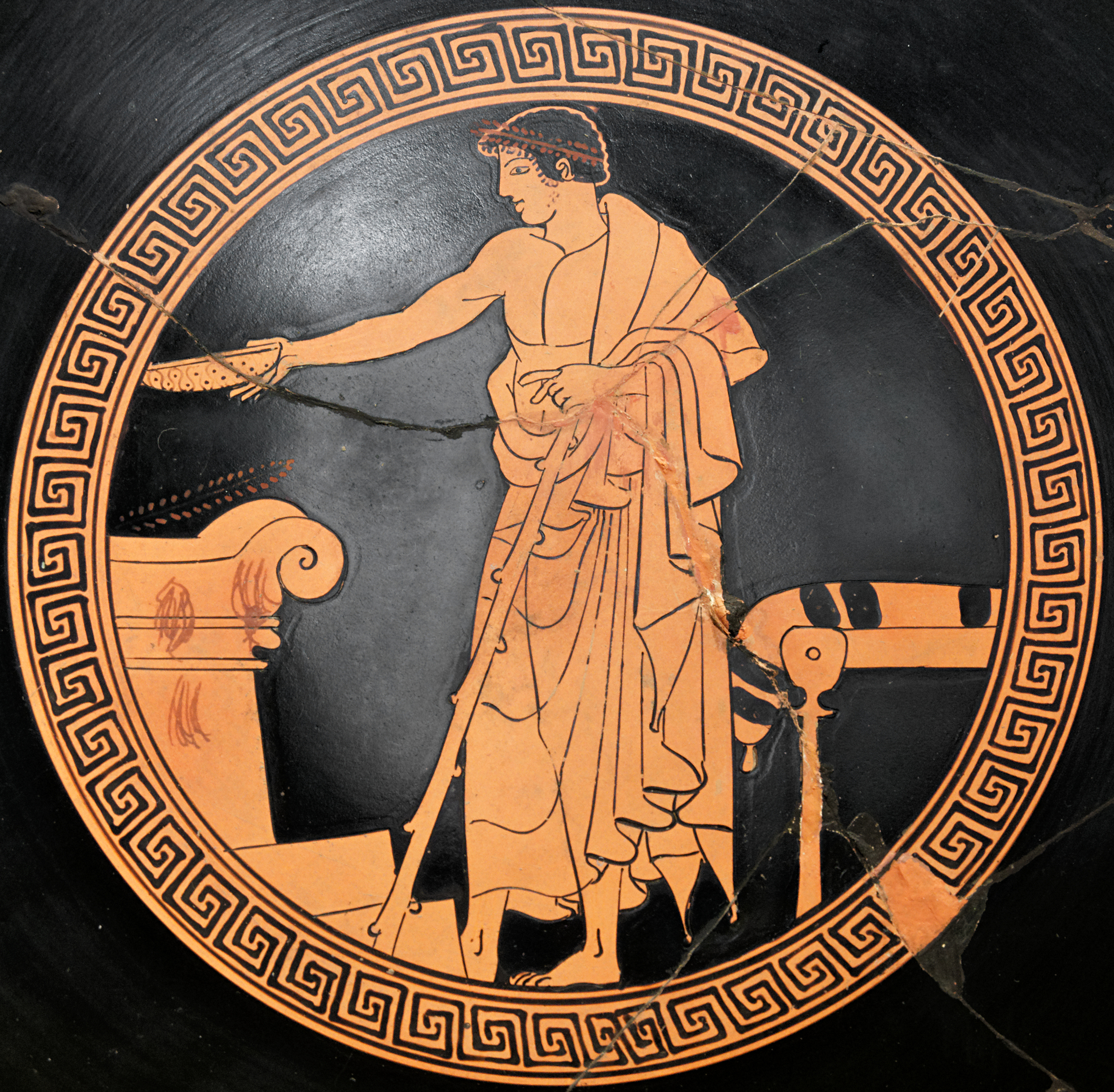
Червонофігурна фіала із зображенням юнака
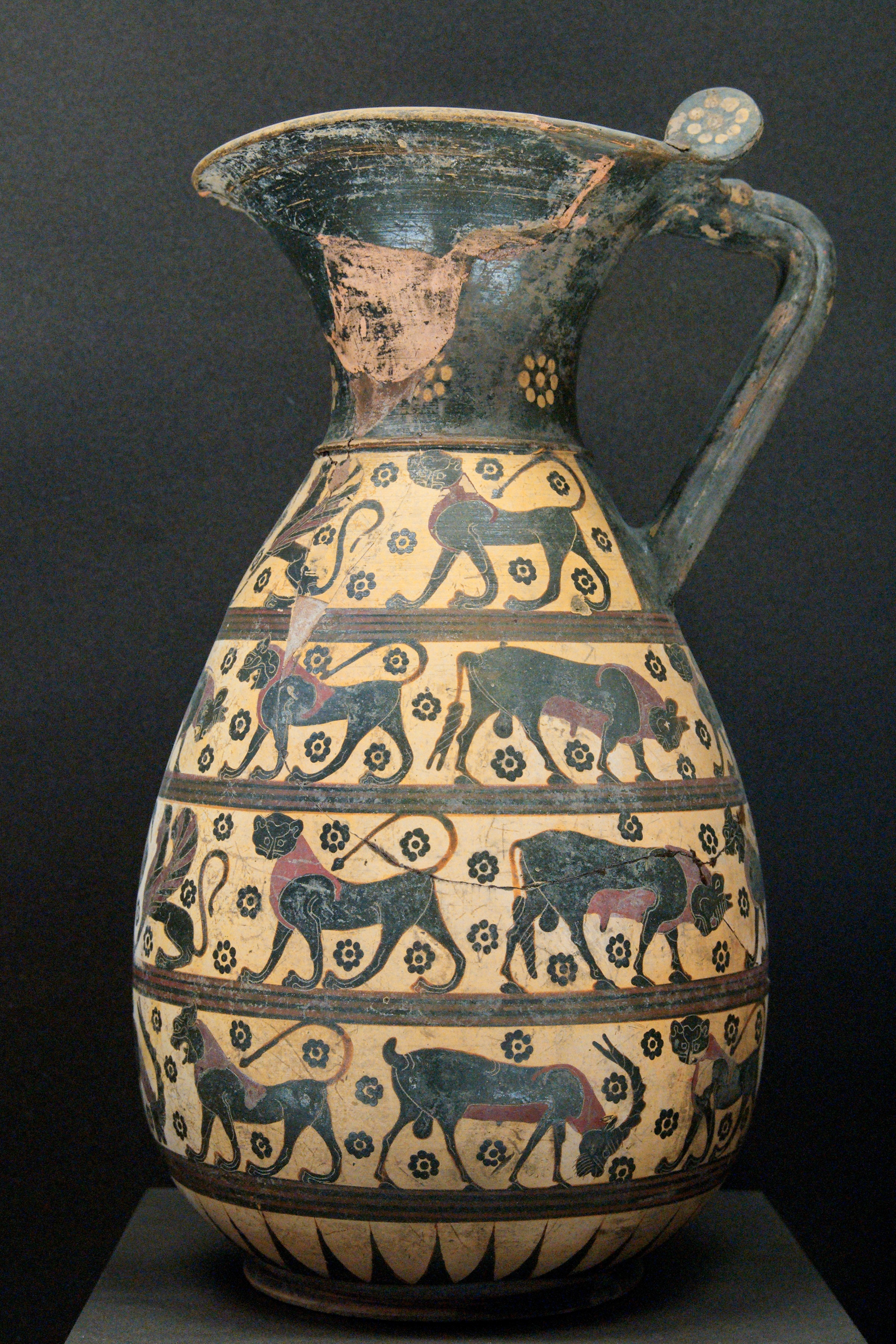
Ольпа орієнталізуючого стилю

## Період класики
Наступний класичний період виявився періодом розквіту грецької цивілізації в цілому, а V–IV століття до н. е. часом найбільших досягнень. В цей час перші позиції в еллінському світі займають Стародавні Афіни, чому значною мірою сприяло становлення демократії. Ідеї усвідомлення афінянами себе повноправними громадянами свого полісу знайшли своє відображення у творах Софокла, Евріпіда, Есхіла, трагедії яких сприяли успішному розвитку давньогрецького театрального мистецтва. Багато в чому саме театр, будучи загальнодоступним, виховував патріотизм та громадянськість афінян.
Багато для розвитку живопису, його вдосконалення зробили такі майстри як Аглаофон, Полігнот, Паррасій, Пірейк та інші.

### Розквіт скульптури та архітектури

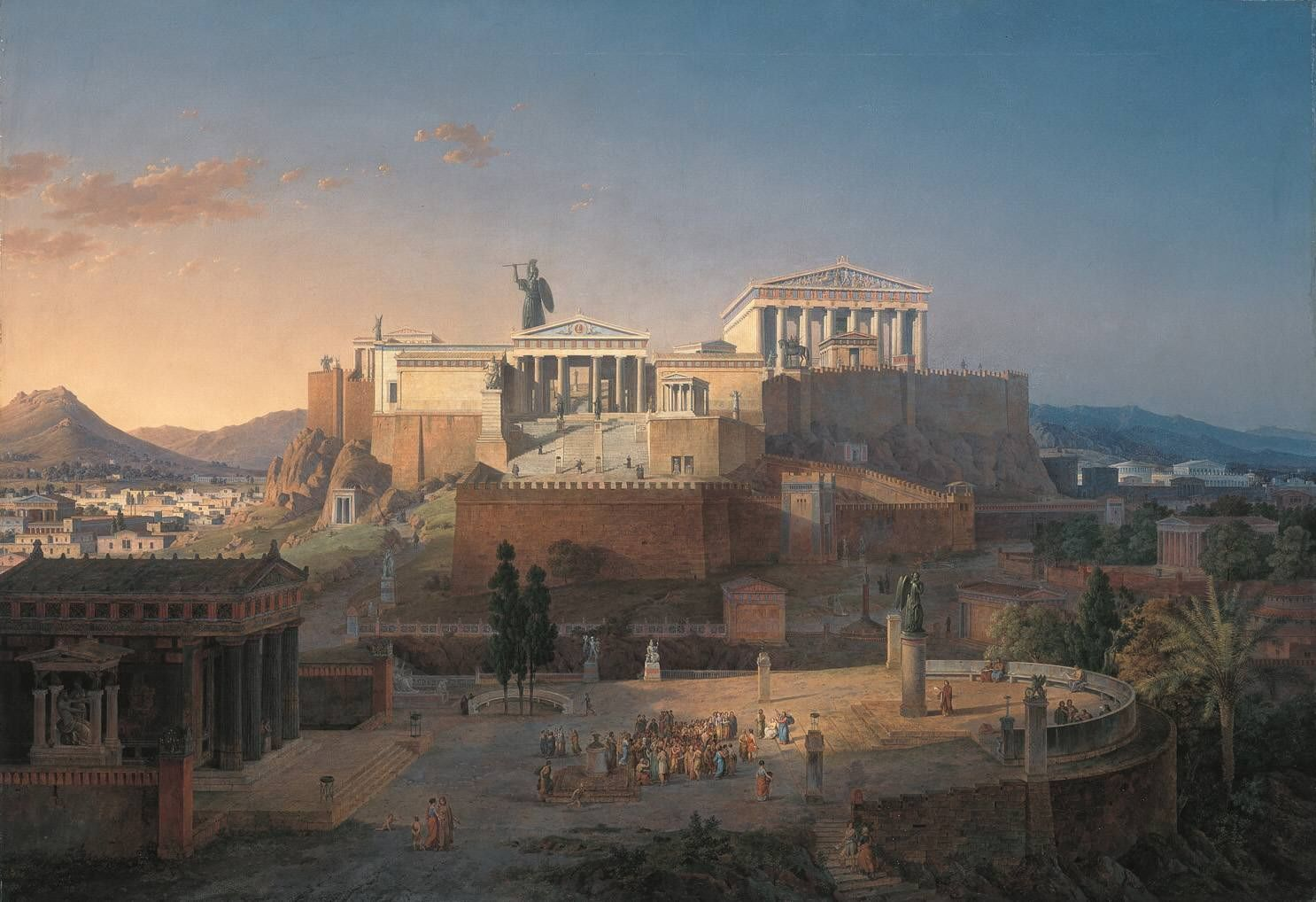
Афінський акрополь, над яким височіє Афіна Промахос, реконструкція Лео фон Кленце

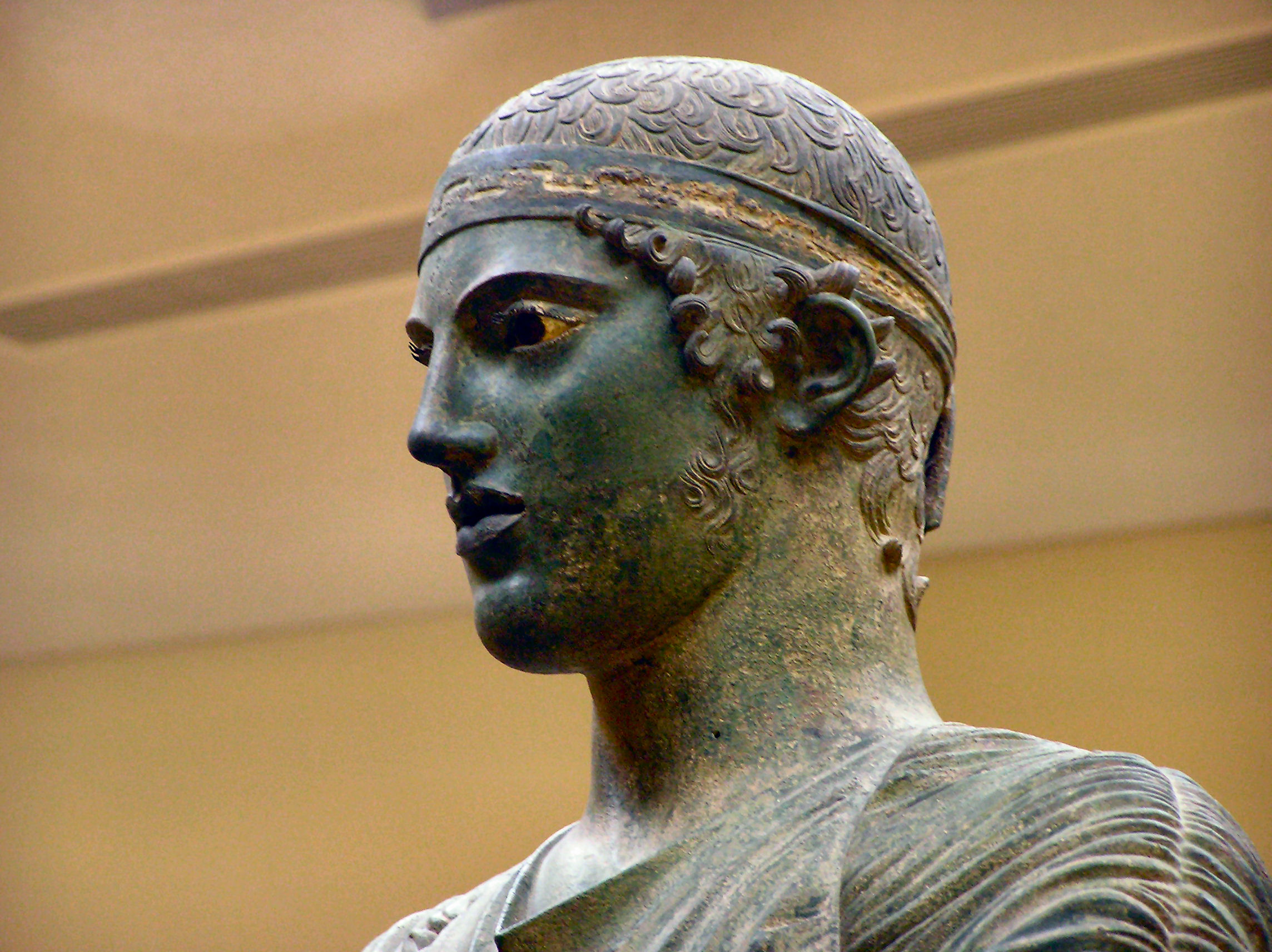
«Дельфійський візник», бл. 475до н. е., Археологічний музей, Дельфи. Один з небагатьох збережених оригіналів античної бронзи

Одночасно в мистецтві повною мірою втілився ідеал людини-героя, довершеної фізично та духовно. Більшість скульптур дійшла до нас у пізніших римських копіях. Серед тих, що збереглись, чільне місце посідає скульптура Дельфійський візничий, створена близько 470 до н. е. Молодий чоловік зображений в повний зріст, одягнений в довгий хітон, перев'язаний поясом на талії із віжками в руках. Хвилясті складки його одягу нагадують каннелюри доричної колони, проте його обличчя з очима із кольорового каміння набуває живості та одухотвореності. Образ Дельфійського візничого уособлює ідеал довершеної людини, рівної героям епоса.
В період ранньої класики V століття до н. е. майстри успішно вирішують проблему синтезу архітектури та скульптури. Вони виступають як два рівні, доповнюючі один одне види мистецтва. Скульптурні композиції фронтонів Храму Зевса в Олімпії (470–465 роки до н. е.) — найкращий тому приклад. На одному з них зображена сцена боротьби між Пелопсом та Еномаєм, яка поклала початок античним Олімпійським змаганням. Сюжетом скульптурної сцени на другому фронтоні слугувала битва грецьких героїв із кентаврами — кентавромахія. В центрі фронтону розташована висока фігура бога Аполлона, з обох боків від нього зображені кентаври під час боротьби з героями. Обличчя останніх спокійні та мужні, вони демонструють силу духу та впевненість у своїй перемозі. Весь задум скульптурної композиції символізує перемогу розумного початку, уособленого в Аполлоні та грецьких героях, над неприборканими силами природи, втіленими в кентаврах. Розташування груп надзвичайно тонко продумане. Драматизм поступово наростає до центру, і раптом Аполлон своїм власним жестом неначе зупиняє цей хаос.
|                                            |  |
| «Народження Афродіти», або «Трон Людовізі» |  |

Велике досягнення саме класичного періоду давньогрецького мистецтва — мистецтво рельєфу. Найвідоміша пам'ятка цього виду пластики — рельєф Народження Афродіти (470—460 до н. е., також відомий як «Трон Людовізі»), ціла композиція, складена трьома рельєфами, виконаними на пароському мармурі. На центральному рельєфі зображено сам момент народження богині із морської піни. Дві двічини притримують Афродіту та прикривають її тіло тонкою тканиною. На одній із бокових плит зображена дівчина, яка грає на флейті, на іншій — жінка в такій самій позі, але довгому одязі, вона запалює пахощі на честь Афродіти. Надзвичайно простими прийомами скульптор досягає неперевершеної поетичності сцени.
Середина і третя чверть V століття до н. е. — час, коли творили провідні майстри в історії давньогрецької пластики, серед яких Мирон, Поліклет Старший та Фідій. Їх твори дійшли до нас тільки в римських копіях 1-2 століть нашої ери. Найпрославленіша робота Мирона — «Дискобол» (460—450 роки до н. е.). Юний атлет зображений в той момент, коли він збирається метнути диск. Його рука відведена назад, здається, ще момент — і юнак штовхне снаряд далеко вперед. Мирон, якого цікавила проблема передачі руху, вловив момент, який лежить між помахом руки та самим кидком. Цей стан дозволив майстру передати не якийсь певний рух атлета, але передати міць внутрішньої напруги, необхідної для перемоги.
Поліклета Старшого із Аргоса (не варто плутати із Поліклетом Молодшим, архітектором театру в Епідаврі) цікавив образ ідеальної людини-героя, переможця. Скульптор приділяв значної уваги пропорціям людського тіла. У своєму трактаті «Канон» він із математичною точністю розрахував співвідношення частин тіла між собою, створивши таким чином ідеал краси, гідний наслідування. Свій ідеал чоловічого тіла Поліклет втілив у бронзовій статуї «Дорифор» (450—440 роки до н. е.), яка зображує юнака зі списом. Стримана сила атлета і водночас готовність до подвигу віддзеркалюють образ людини-громадянина, який так високо цінили стародавні греки. Фізична, а отже й внутрішня, довершеність Дорифора стверджує думку про людину як вінця всього сущого.
Однією з вершин світової художньої культури і донині залишається архітектурно-скульптурний ансамбль Афінського акрополя, будівництво якого пов'язане із іменем афінського державного діяча Перикла та надзвичайно талановитого скульптора Фідія. На скелі Акрополя, де вже в мікенську добу існувало розбудоване місто, в VI столітті до н. е. звели численні громадські споруди, знищені під час греко-перських воєн. Проте в середині V століття до н. е. — золоту добу Афін — з ініціативи Перикла розгортається грандіозний проект забудови Акрополя.
У будівництві задіяли найкращих художників і витратили величезні кошти. Будівельниками Акрополя називають давньогрецьких архітекторів Іктіна, Каллікрата і Мнесікла. Великий скульптор Фідій виконував скульптурне оздоблення і разом з Периклом спостерігав за будівництвом Парфенона — справжнього шедевра класичного мистецтва. Парфенон являє собою мармуровий доричний периптер, в його наосі, оточеному з трьох сторін двоярусною колонадою, встановили хрисоелефантинну статую роботи Фідія «Афіна Парфенос».
В цей самий час на Афінському акрополі постали Ерехтейон (на місці суперечки Афіни та Посейдона за право володіння Аттикою), Пропілеї (парадний вхід на Акрополь), Храм Ніки Аптерос (амфіпростильний храм з двома іонічними портика по чотири колони), Пінакотека — перший художній музей у світі. Над усім архітектурним ансамблем Акрополя височіла колосальна бронзова статуя Афіни Промахос роботи Фідія (побачити її можна було з моря від мису Суніон і слугувала вона маяком кораблям, що прямували в Афіни).
Видатними представниками давньогрецької скульптури доби пізньої класики були Праксітель («Афродіта Кнідська», «Афродіта Коська»), Евфранор («Лета з Аполлоном та Артемідою») та йнші.

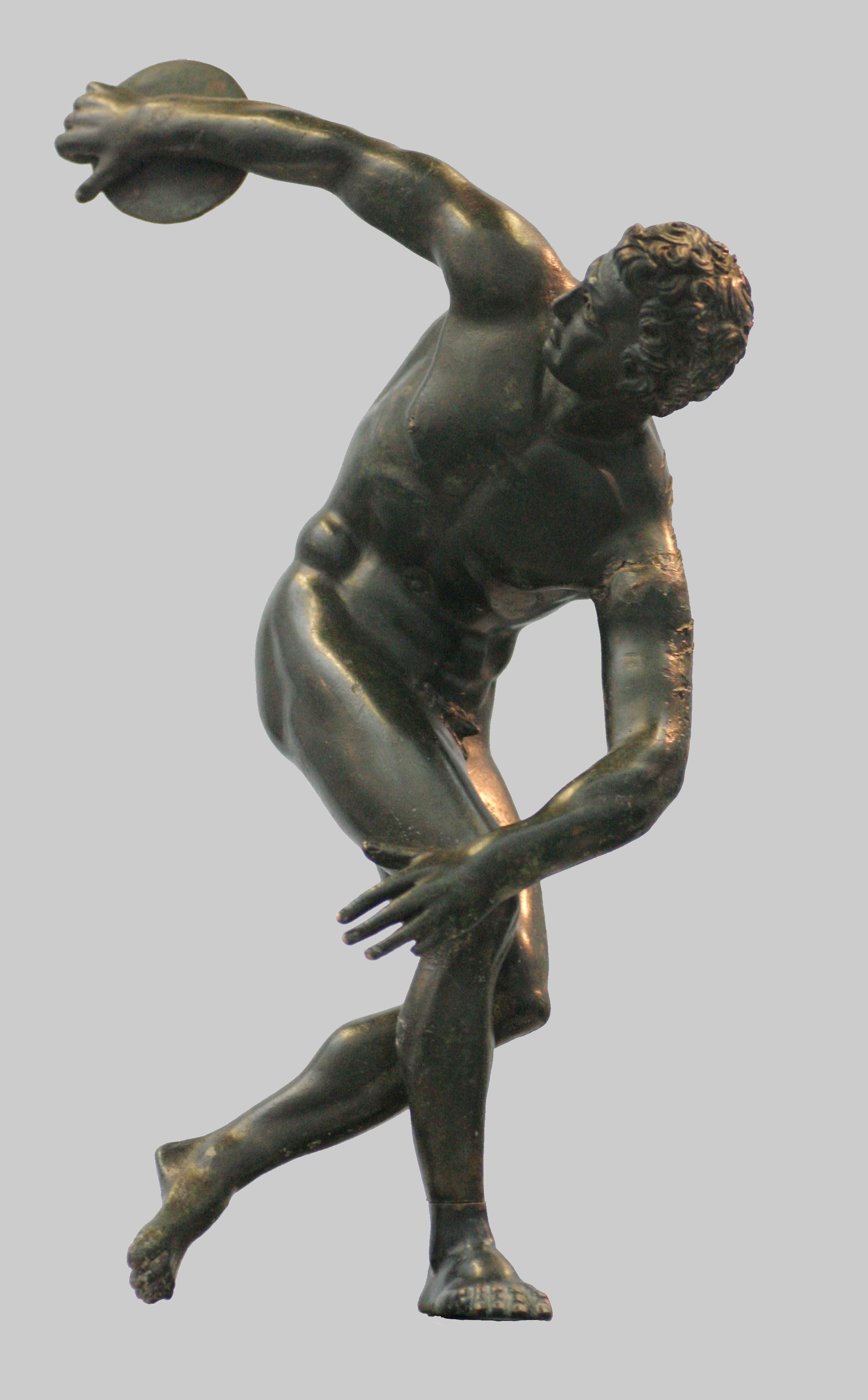
«Дискобол», скульптор Мирон, Мюнхенська Гліптотека
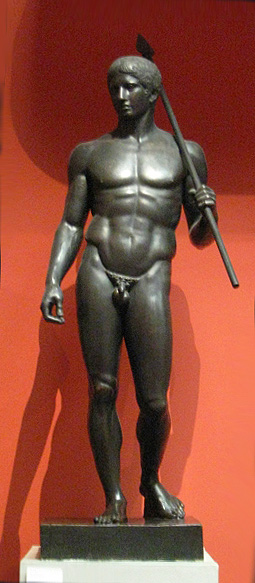
«Дорифор», скульптор Поліклет із Аргоса, Музей образотворчих мистецтв імені Пушкіна
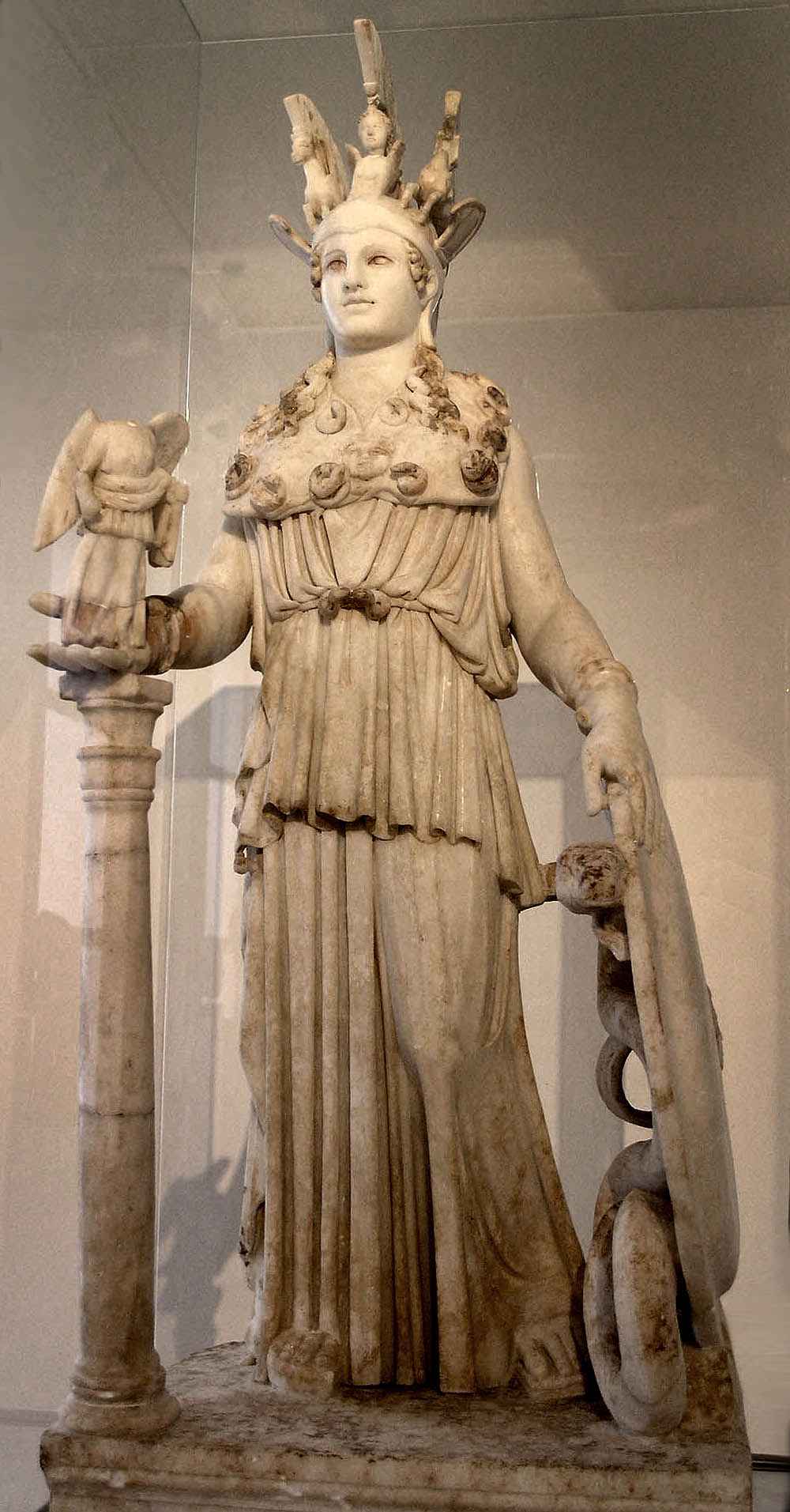
«Афіна Варвакіон», близька копія Афіни Парфенос Фідія, Археологічний музей Афін
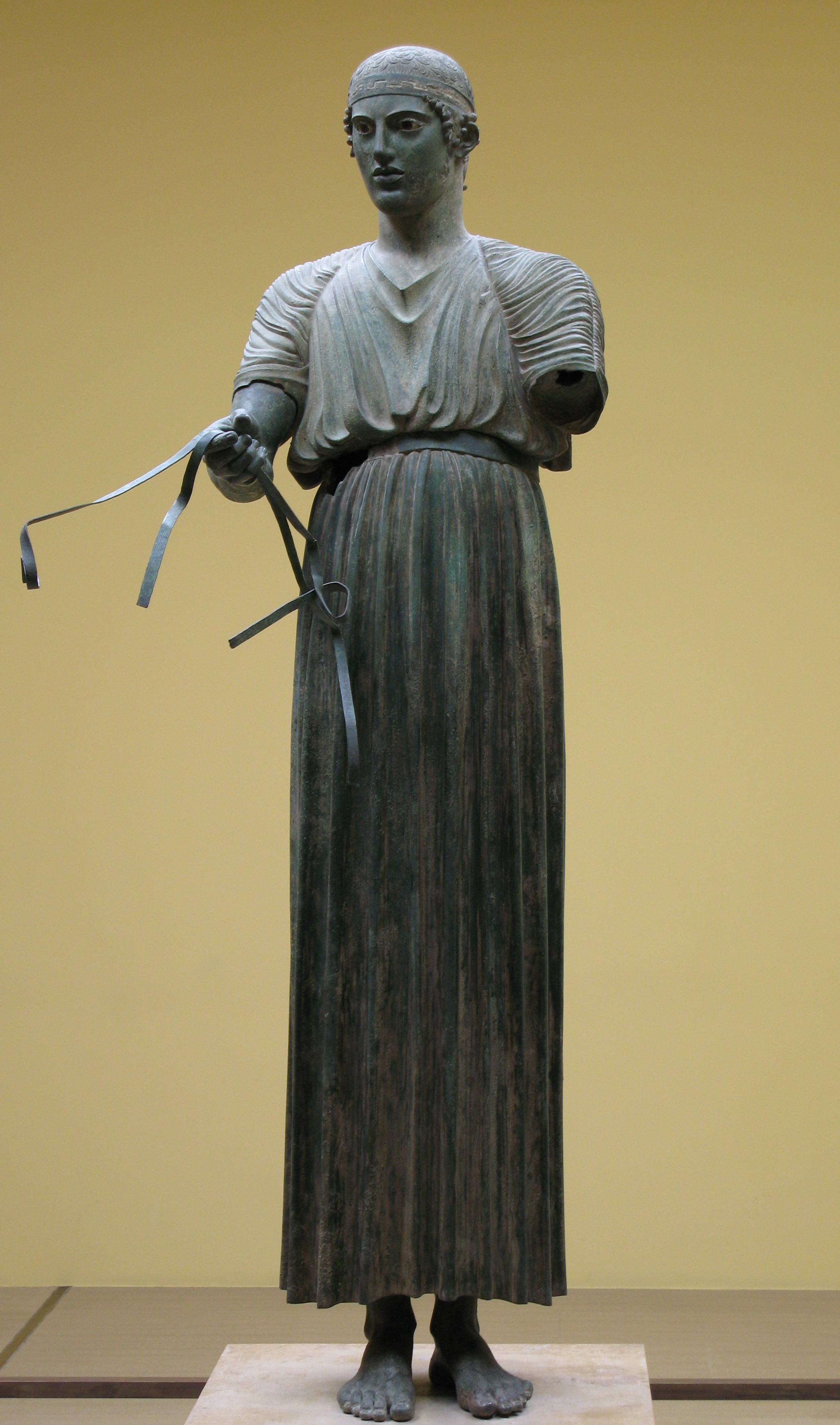
«Дельфійський візничий»

## Елліністичний період
Елліністичний період пов'язаний, в першу чергу, із походами Олександра Македонського, внаслідок чого греки краще познайомились із культурою Сходу — Єгипту, Вавилону, Індії. Пізнаючи неосяжність землі, людина відчула себе піщинкою у складній системі світобудови. Безсилля перед долею та оточуючим світом породжувало в людині трагічне світовідчуття, це спонукало її звернути увагу на власні буденні переживання. В добу еллінізму також виникла низка художніх шкіл, в мистецькій манері яких відчувався вплив Сходу.
Продовжує розвиватися архітектура, на яку впливали як традиції Сходу, так й зміна соціально-економічного та політичному стану речей. Одним з відомих представник елліністичної архітектури був Філон.
Справжнім шедевром елліністичного мистецтва можна вважати статую богині перемоги Ніки, встановлену в святилищі на острові Самотракі близько 190 до н. е. Богиня стояла на постаменті, виконаному у формі носа корабля, на прямовисній скелі над морем. Мокрий одяг обліпив її одяг, демонструючи неперевершену пластику тіла. Долаючи пориви вітру, богиня гордо лине вперед, уособлюючи торжество перемоги. Титанічний образ Ніки Самофракійської здається самою стихією, не менш сильною, аніж та, якій вона опирається.
Тема боротьби знайшла своє відображення й в ансамблі рельєфів, що прикрашали вівтар Зевса, побудований у Пергамі близько 180 до н. е. — відоміший як Пергамський вівтар. Вздовж його цоколя довжиною 120 метрів тягнулися рельєфи зі сценами боротьби олімпійських богів з титанами — гігантомахія. Завдяки високій техніці рельєфу скульптури досягли цікавої світлотіньової гри, яка створювала відповідний емоційний настрій. Драматизм боротьби виражений і в різноманітності рухів, ракурсів, поз персонажів. Створюється враження, неначе всі вони поєднанні в один живий гігантський вузол із людських тіл, коней, зміїних хвостів, крил тощо.
Центральними образами стають Зевс та Афіна, які власне ведуть боротьбу із гігантами. Зевс вражає блискавками одразу кількох супротивників і продовжує боротьбу із Порфірионом. Його тіло — тіло надлюдини, наділене нереальною, перебільшеною мускулатурою, від здається зосередженням енергії та сили всієї битви. Драматичніша сцена боротьби Афіни, яка міцно тримає гіганта Алкіноя за волосся. Безпорадність його фігури надає відчуття трагізму всій композиції.
Відштовхуючись від сюжетів, сповнених драматизму, елліністичні майстри звертались також до ідеалів класичного періоду. Так, близько 120 до н. е. скульптор Олександр із Антіохії створив статую Афродити (у давньоримській міфології їй відповідала Венера). За назвою острова Мілос, на якому статуя була знайдена, вона отримала своє ім'я — Венери Мілоської. Напівоголене, ледь зігнуте, пластичне тіло богині сповнене спокоєм та стриманою силою. Її чистий ідеальний профіль веде нас до ідеалів 5 століття до н. е. доби «золотого століття Перикла».
Наприкінці I століття до н. е. Еллада майже цілком була завойована Римом, відтак провідна роль перейшла до останнього, хоча вся давньоримська цивілізація вибудовувалась на великих досягненнях стародавніх греків.

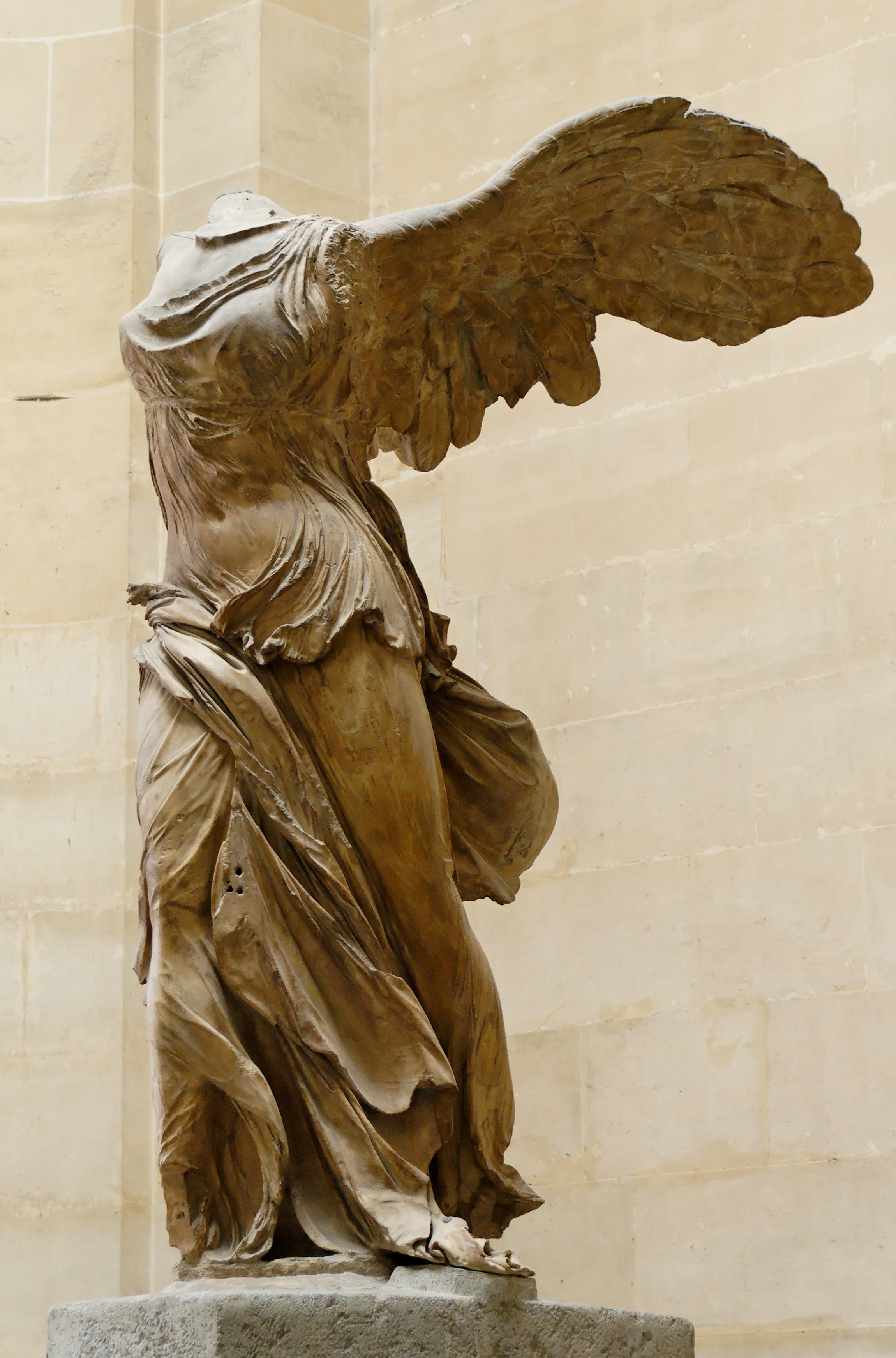
Ніка Самофракійська'
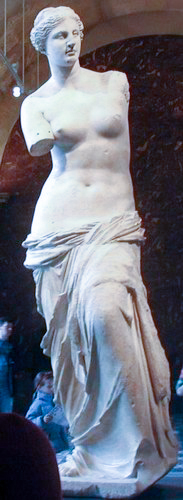
Венера Мілоська
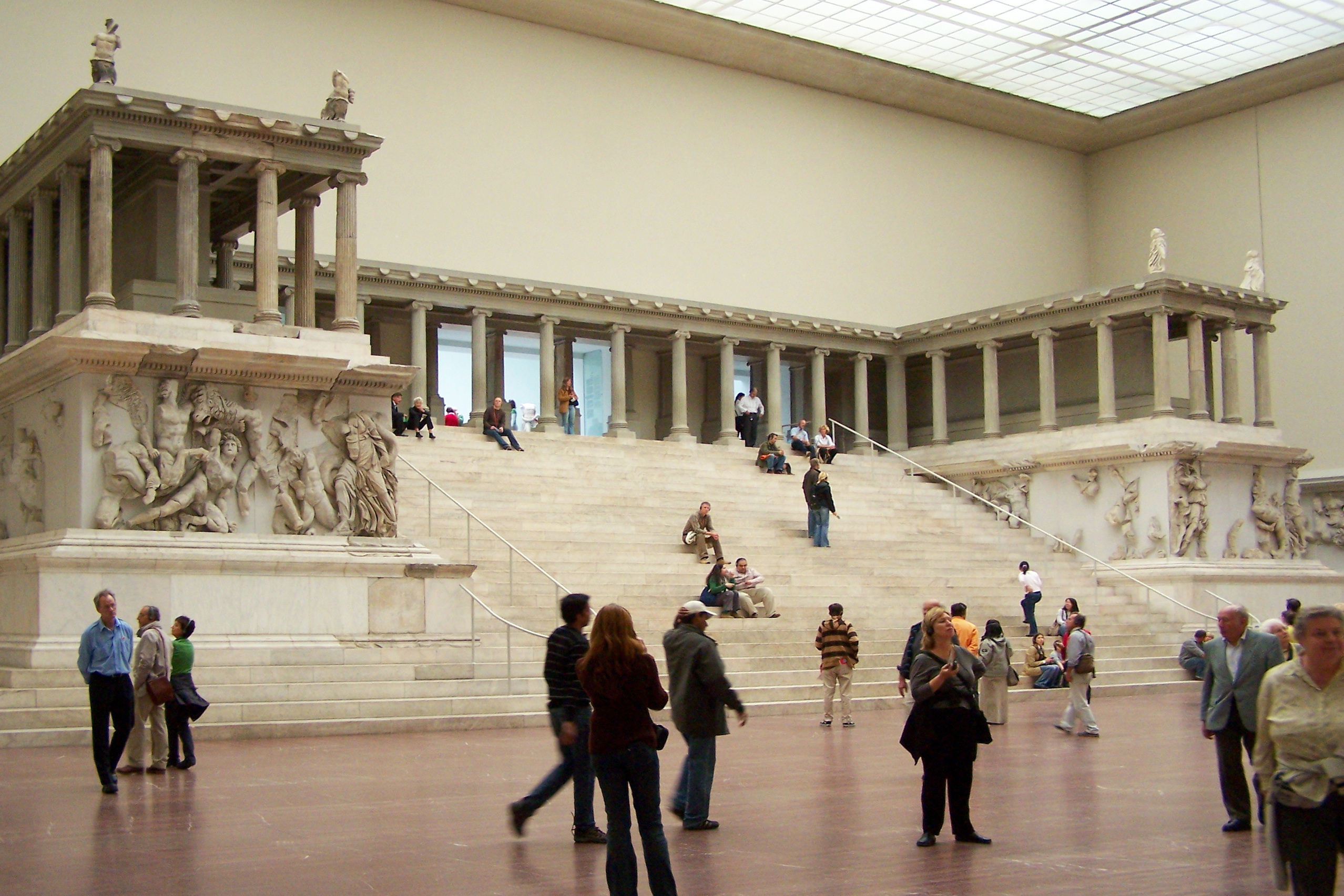
Пергамський вівтар, Пергамський музей, Берлін
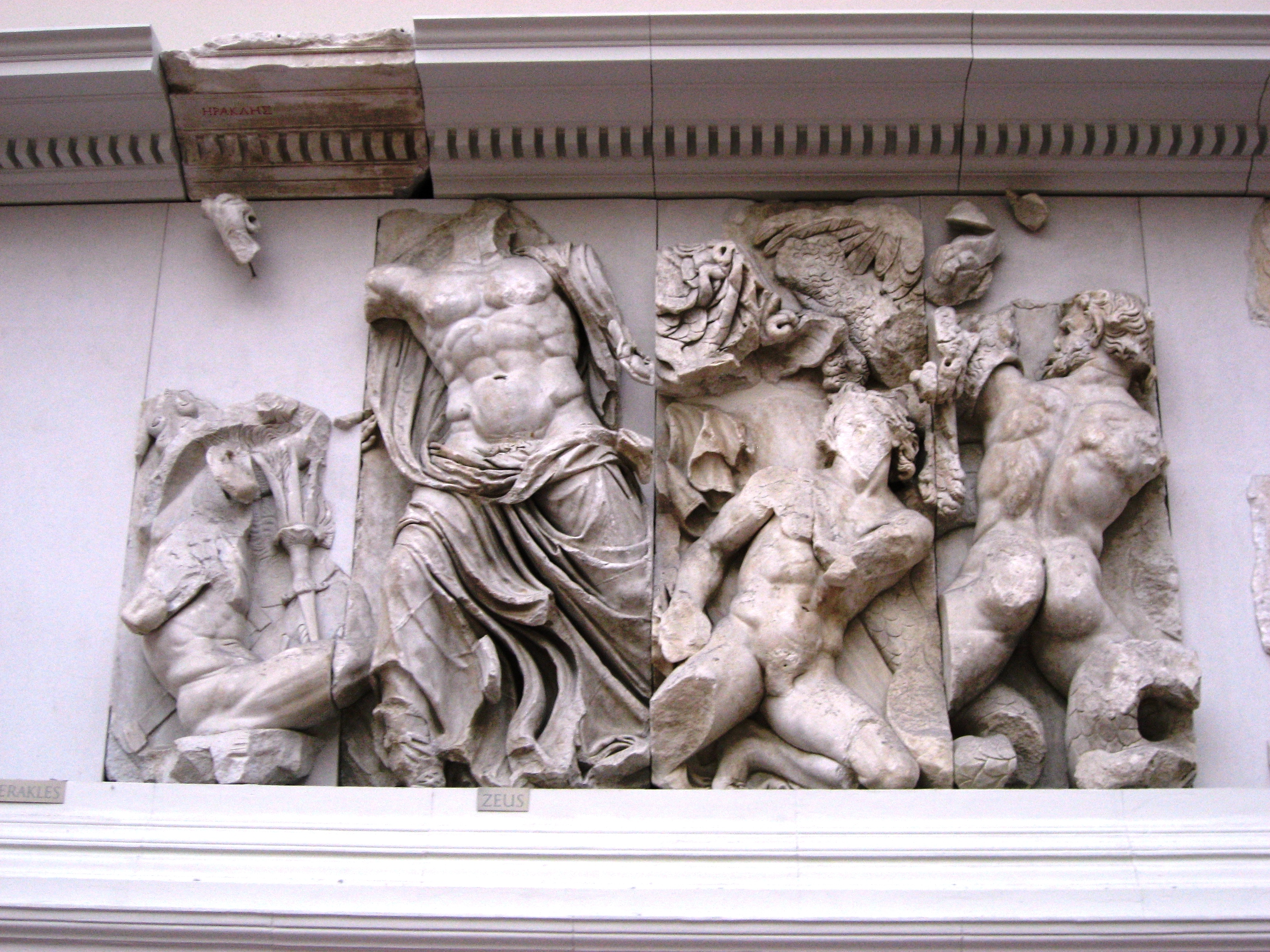
Фрагменти фризу гігантомахії: Зевс та Порфиріон
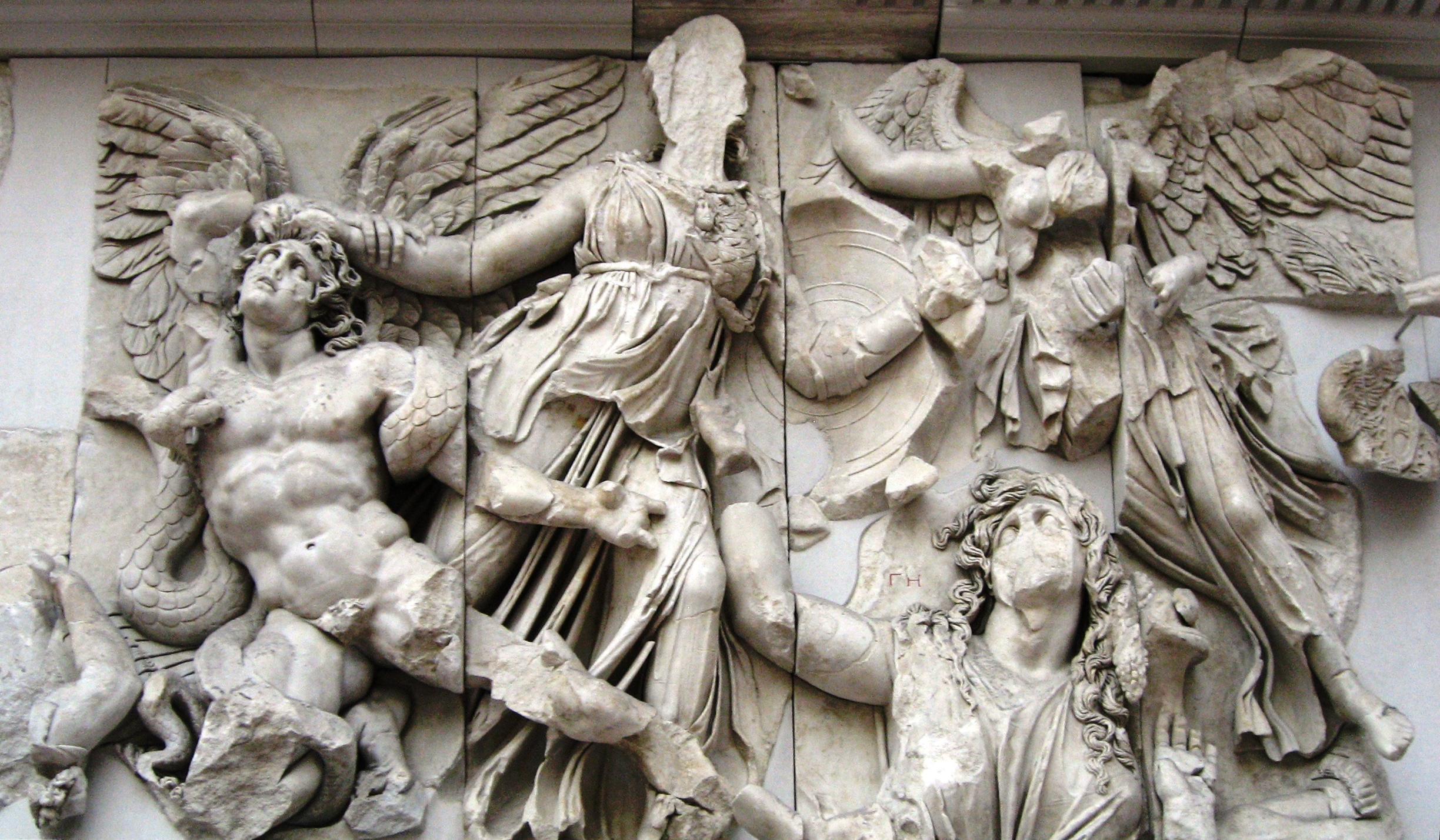
Афіна та Алкіной

## Давньогрецька мозаїка

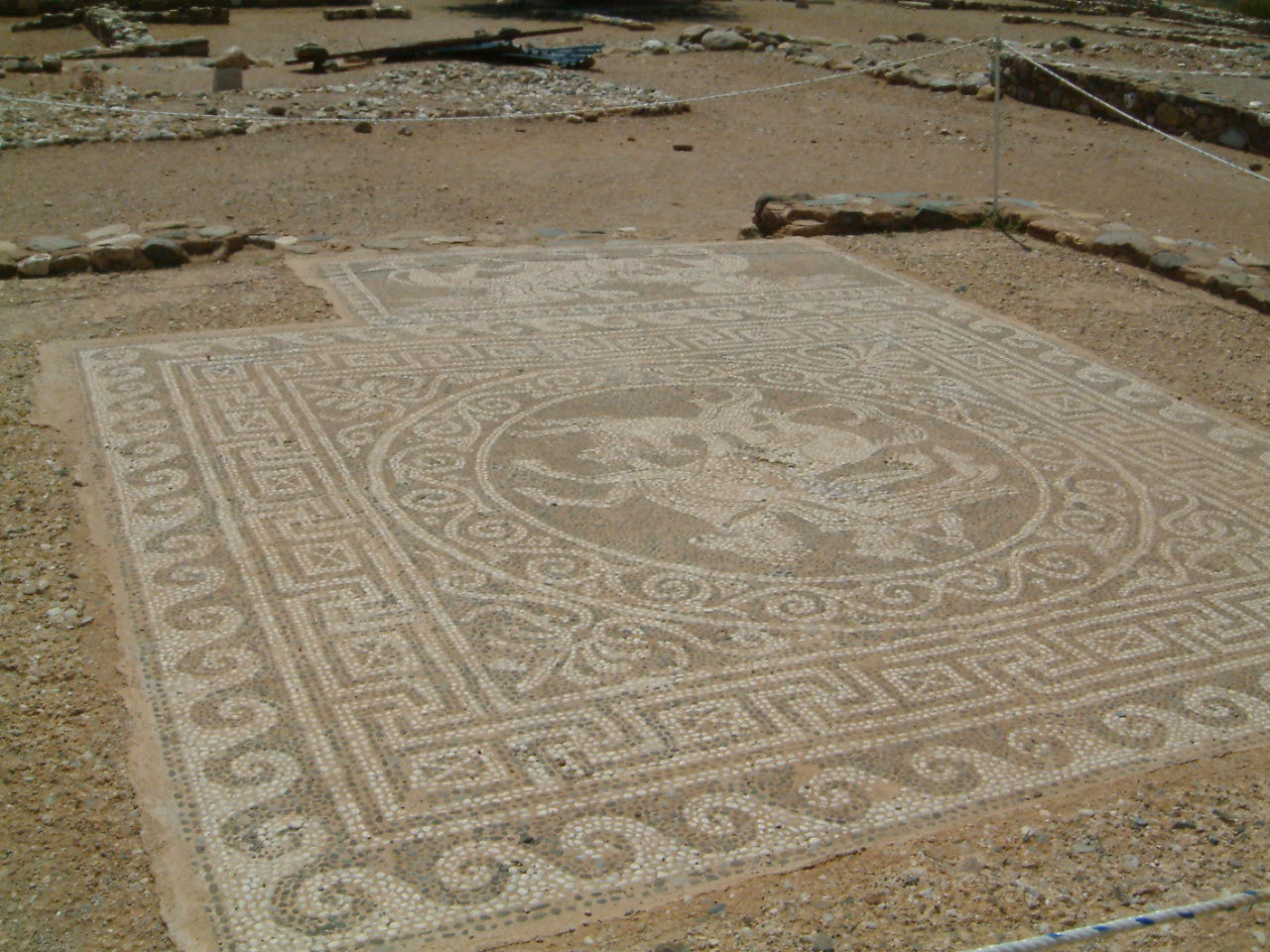
Мозаїчна підлога з природних камінців (Беллерофонт), античний Олінтос, Халкідіки
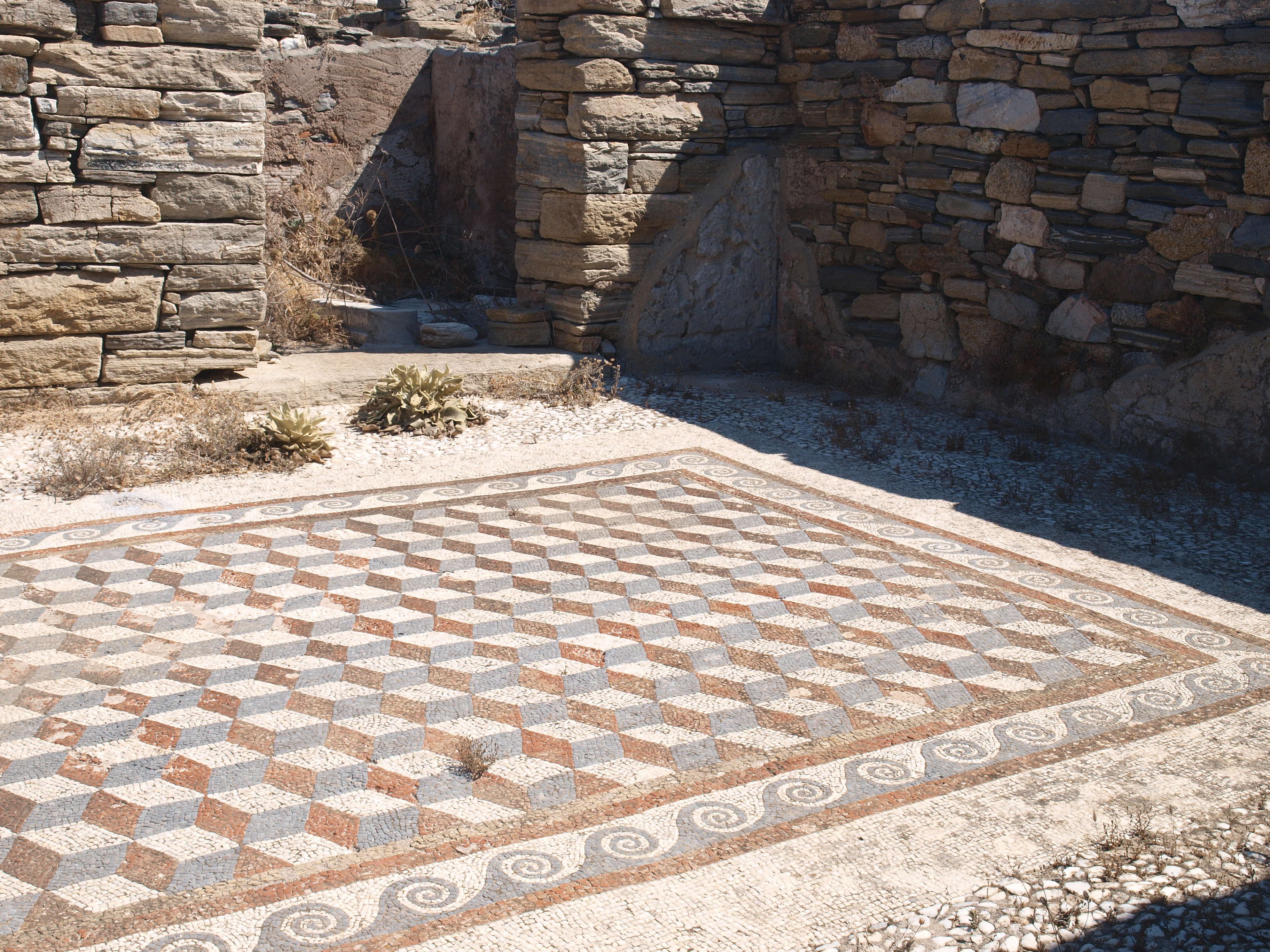
Мозаїчна підлога, будинок на острові Делос (XLII)

## Давньогрецька анімалістична скульптура
Окрема галузь давньогрецької пластики — анімалістична скульптура. Тварини, як відомо,  першими увійшли в мистецтво, про що свідчать залишки малюнків в печерах. Не було винятком і грецьке мистецтво. Реалістичні тенденції грецького мистецтва розповсюдились не тільки на зображення людей, а і на зображення тварин. Одні тварини стануть атрибутами богів (орел Зевса, сова Афіни), другі — не піднімуться далі побутових зображень. Уславлений скульптор Мирон свого часу створив фігуру годувальниці-корови, життєвим відтворенням якої здивував сучасників. Другом людини подані численні зображення кіз, кроликів, собак.
Повагою до тварини позначені і численні зображення коней. Кінь увійде в давньогрецьке мистецтво як складова частина бронзових монументів, уславлених рельєфів храму Парфенон, декількох надгробків.

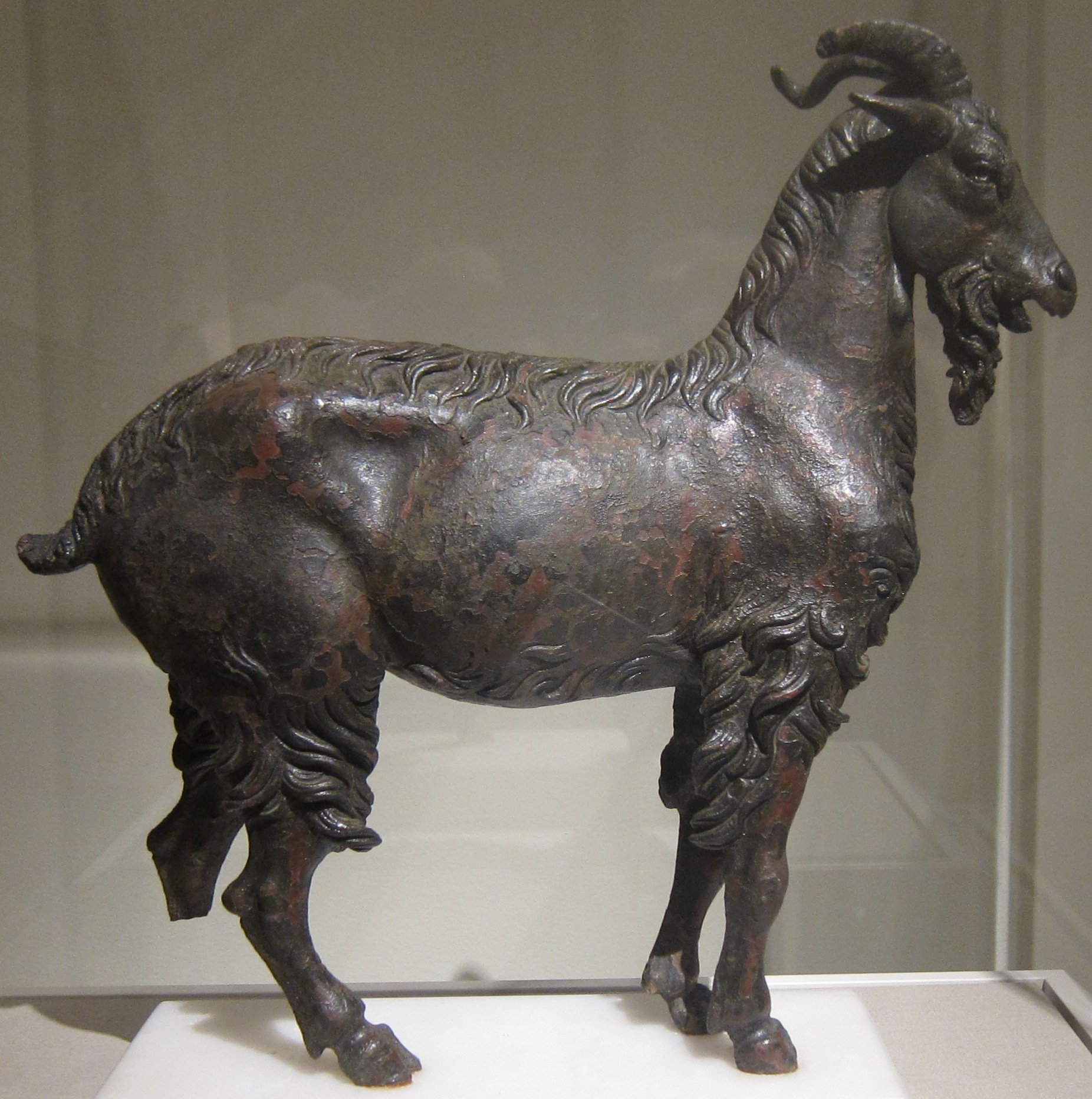
«Безоаровий козел», 120–100 до н. е., Музей мистецтв, Клівленд, США
«Голова коня Медичі-Рікарді», Флоренція
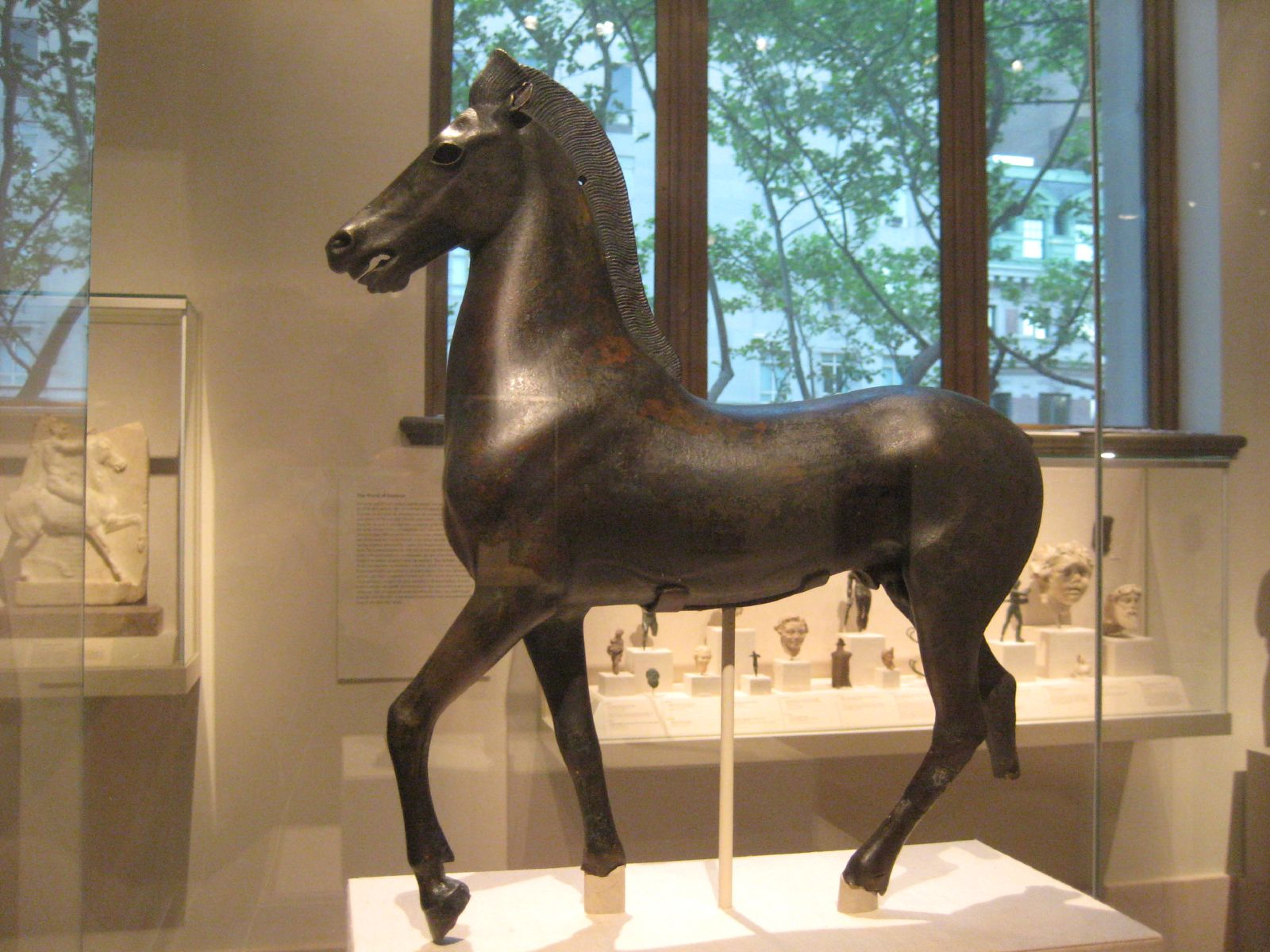
«Бронзовий кінь», I ст. до н.е. Музей мистецтва Метрополітен, Нью-Йорк
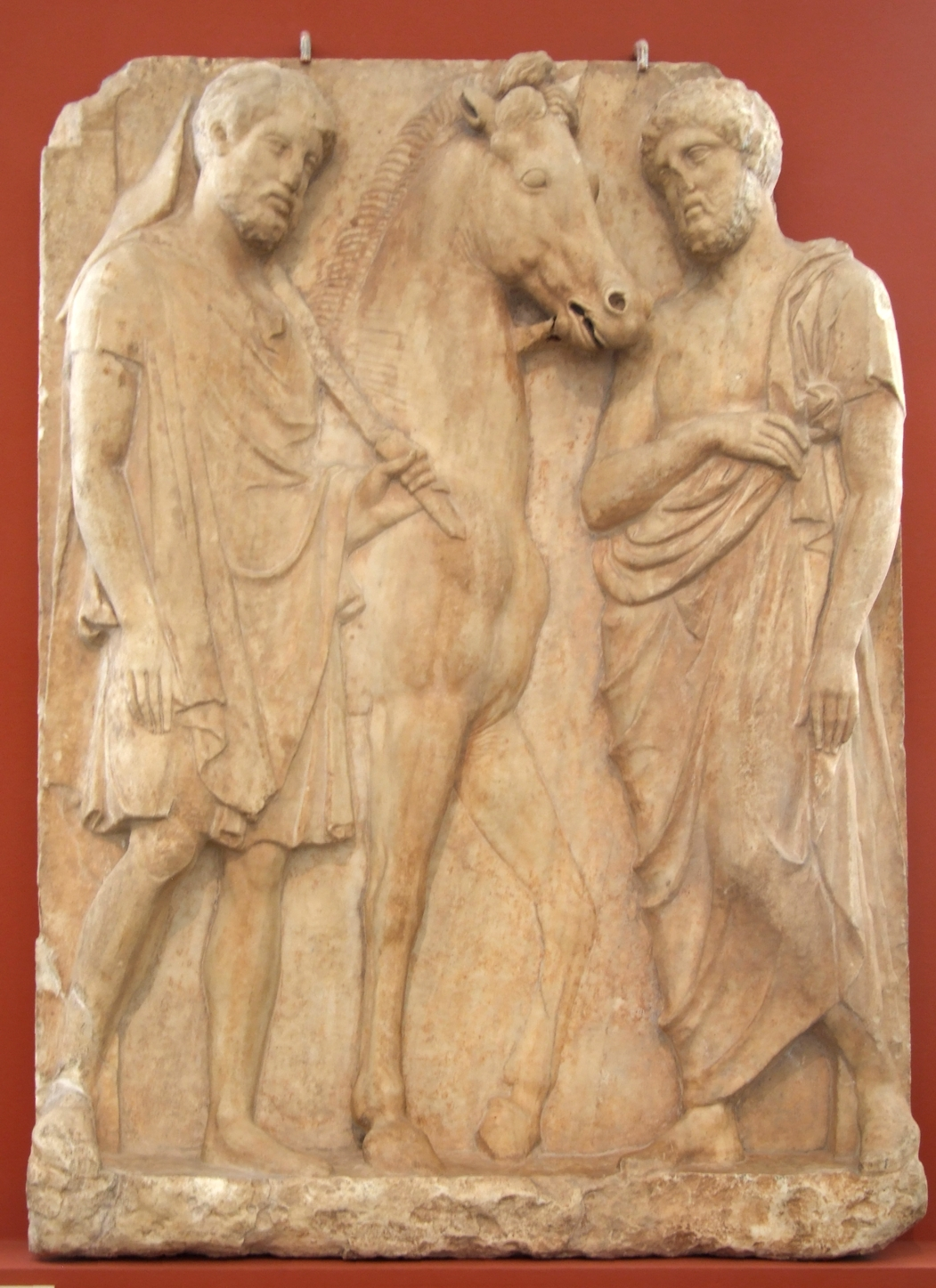
Надгробкова стела вершника. Музей образотворчих мистецтв імені Пушкіна
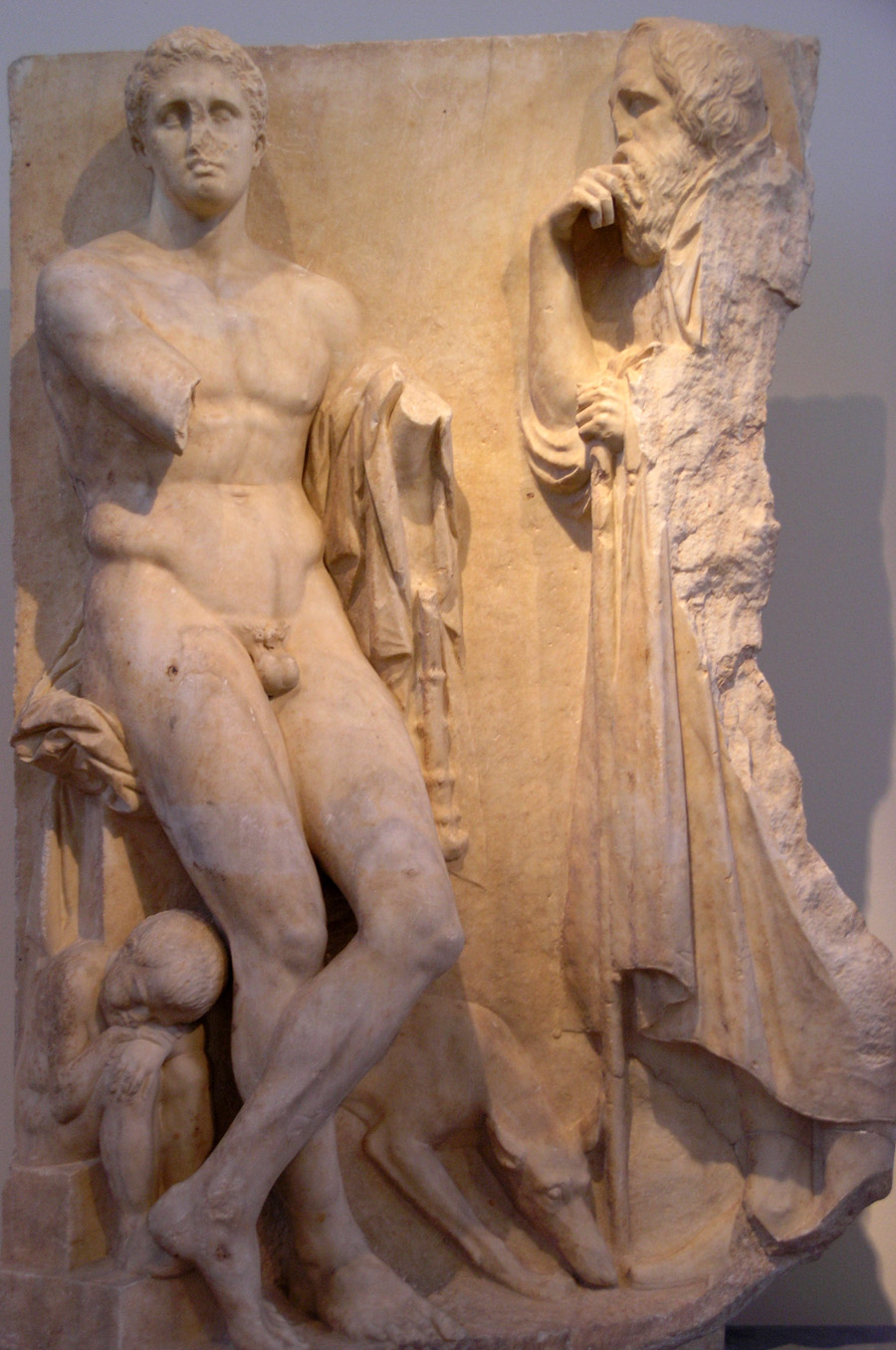
Ск. Скопас. Надгробкова стела мисливця з собакою. Національний археологічний музей (Афіни)
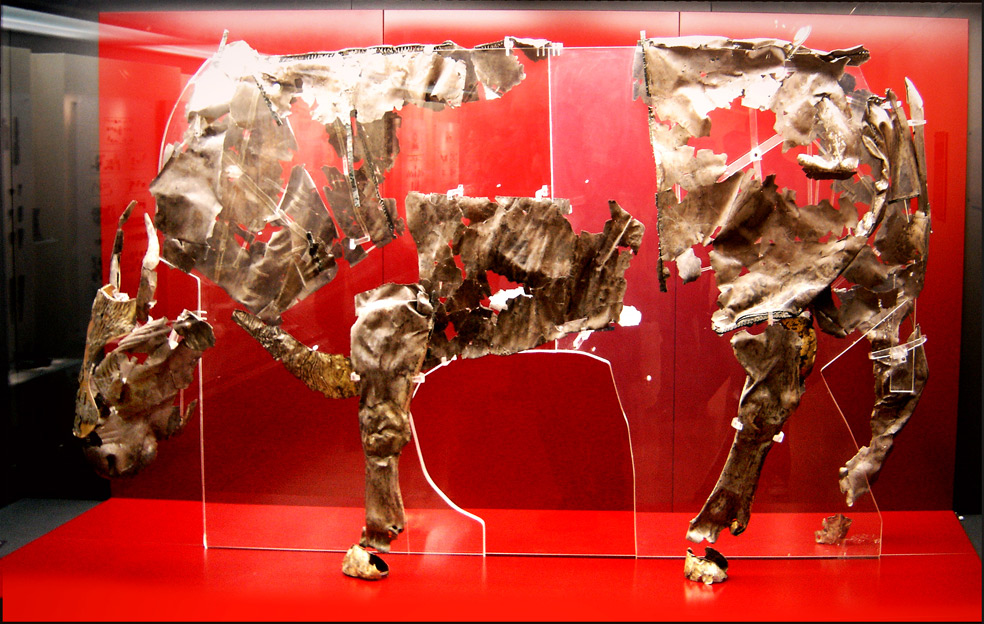
Срібна фігура бика. Археологічний музей, Дельфи
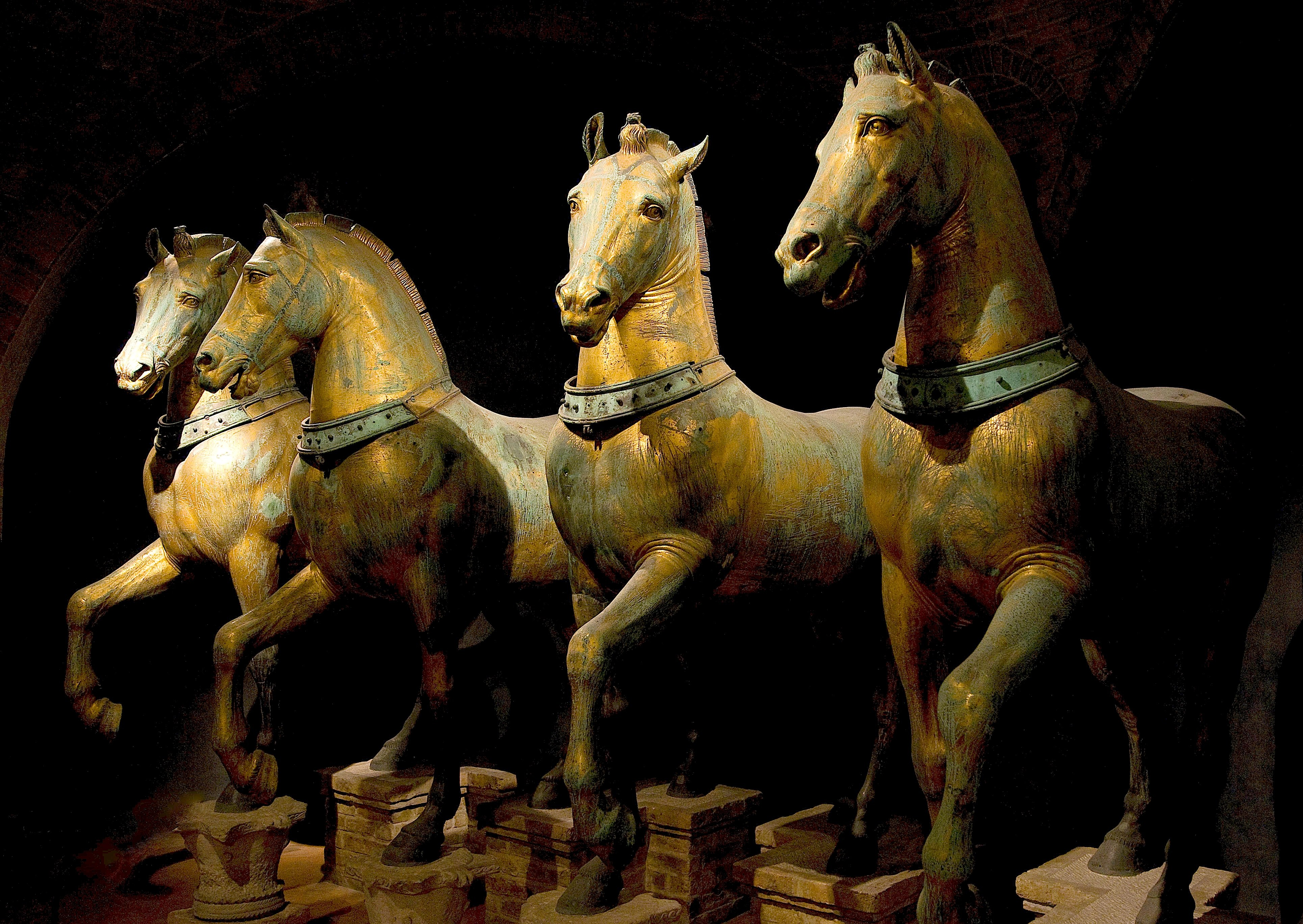
Античні коні з базиліки Сан Марко в Венеції
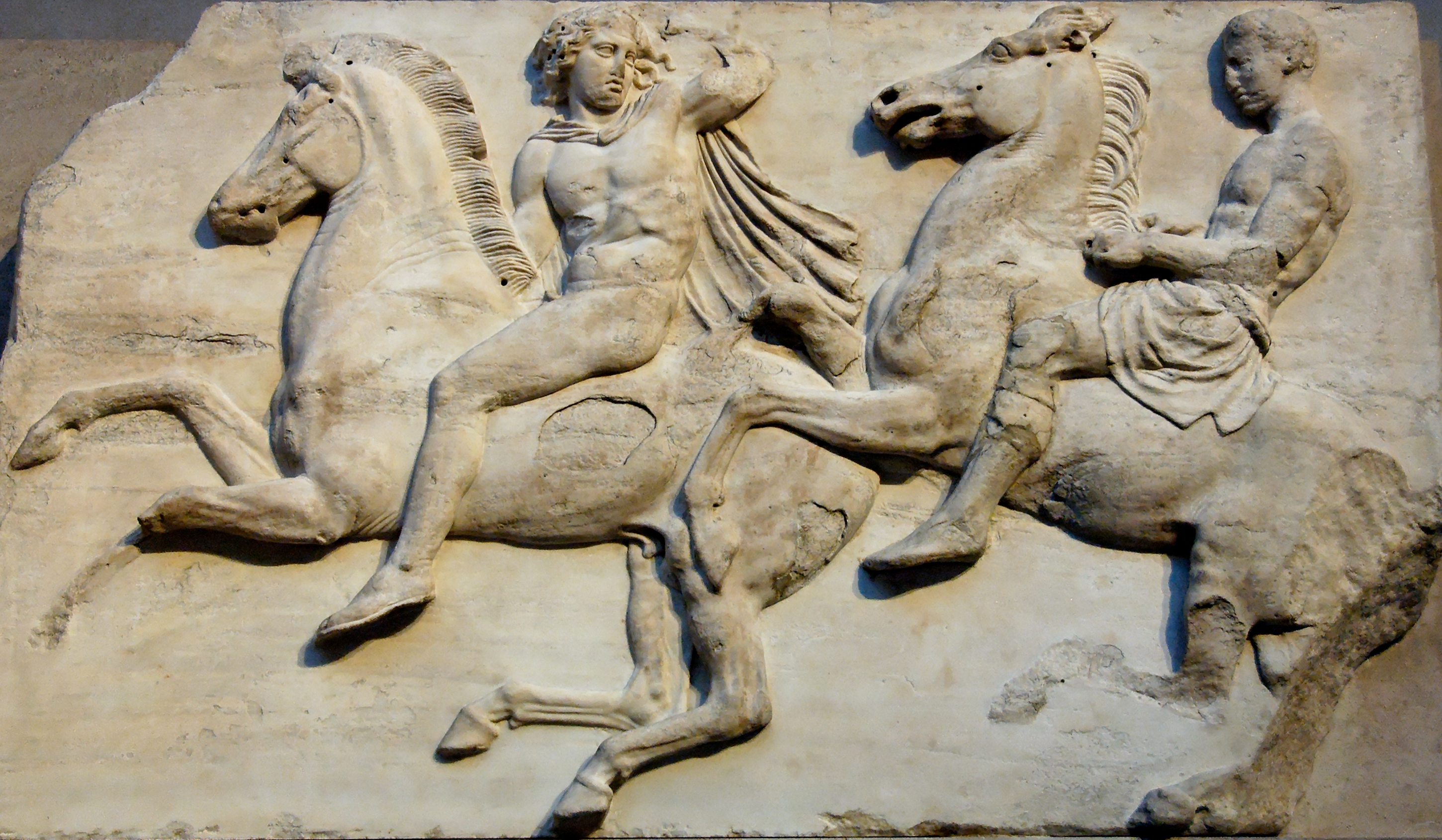
Вершники. Рельєф західного фризу з Парфенона